# Köln

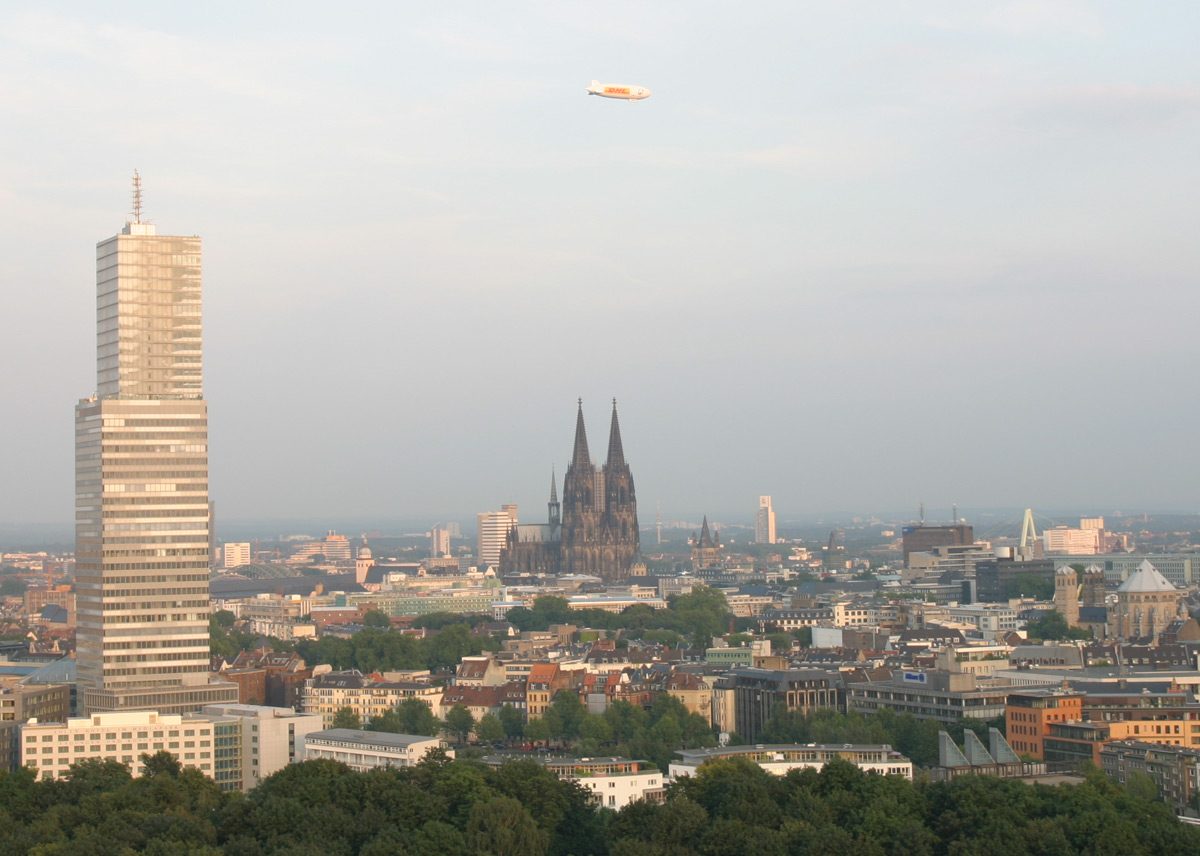
Trung tâm thành phố Köln

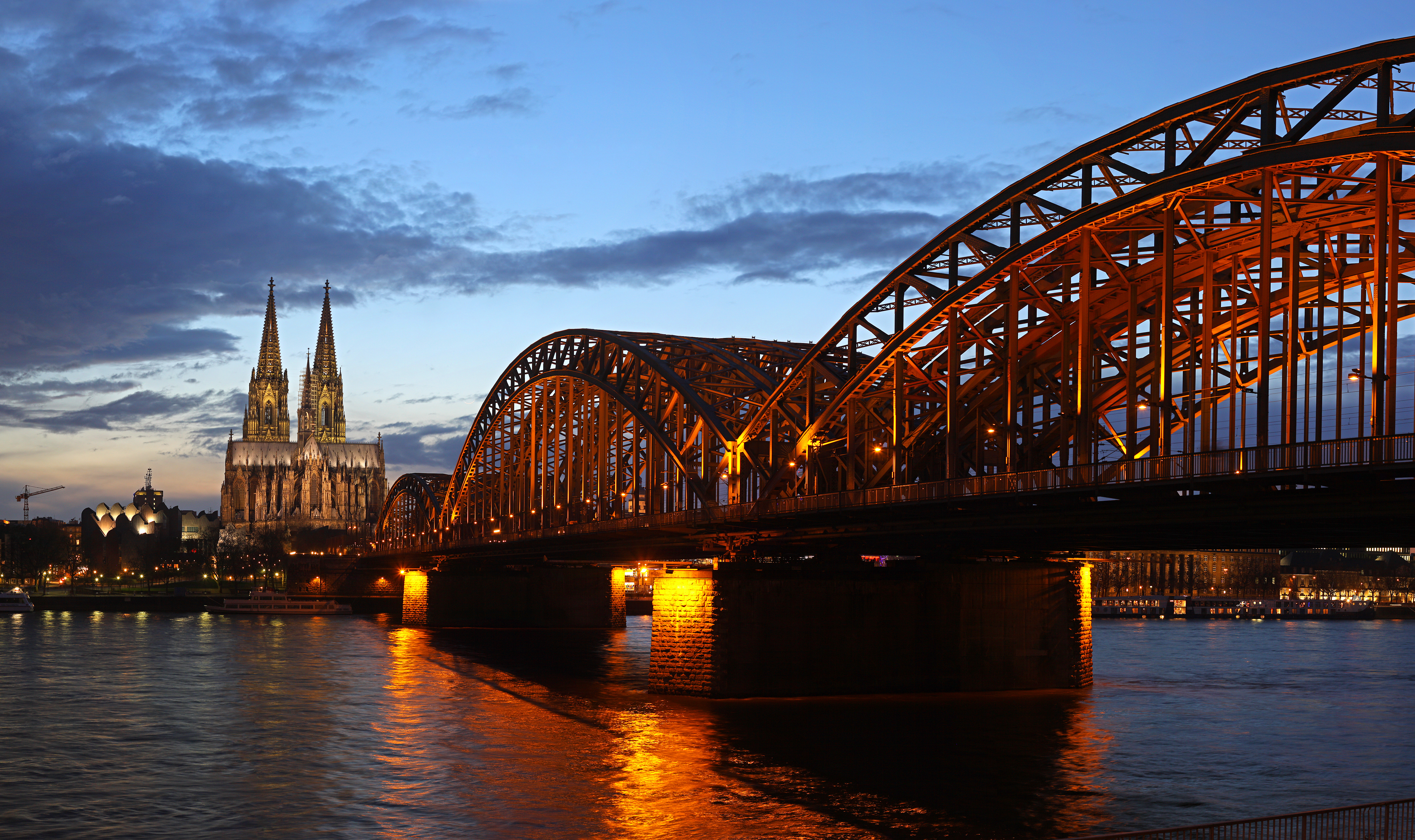
Nhà thờ lớn Köln và khu vực lân cận về ban đêm

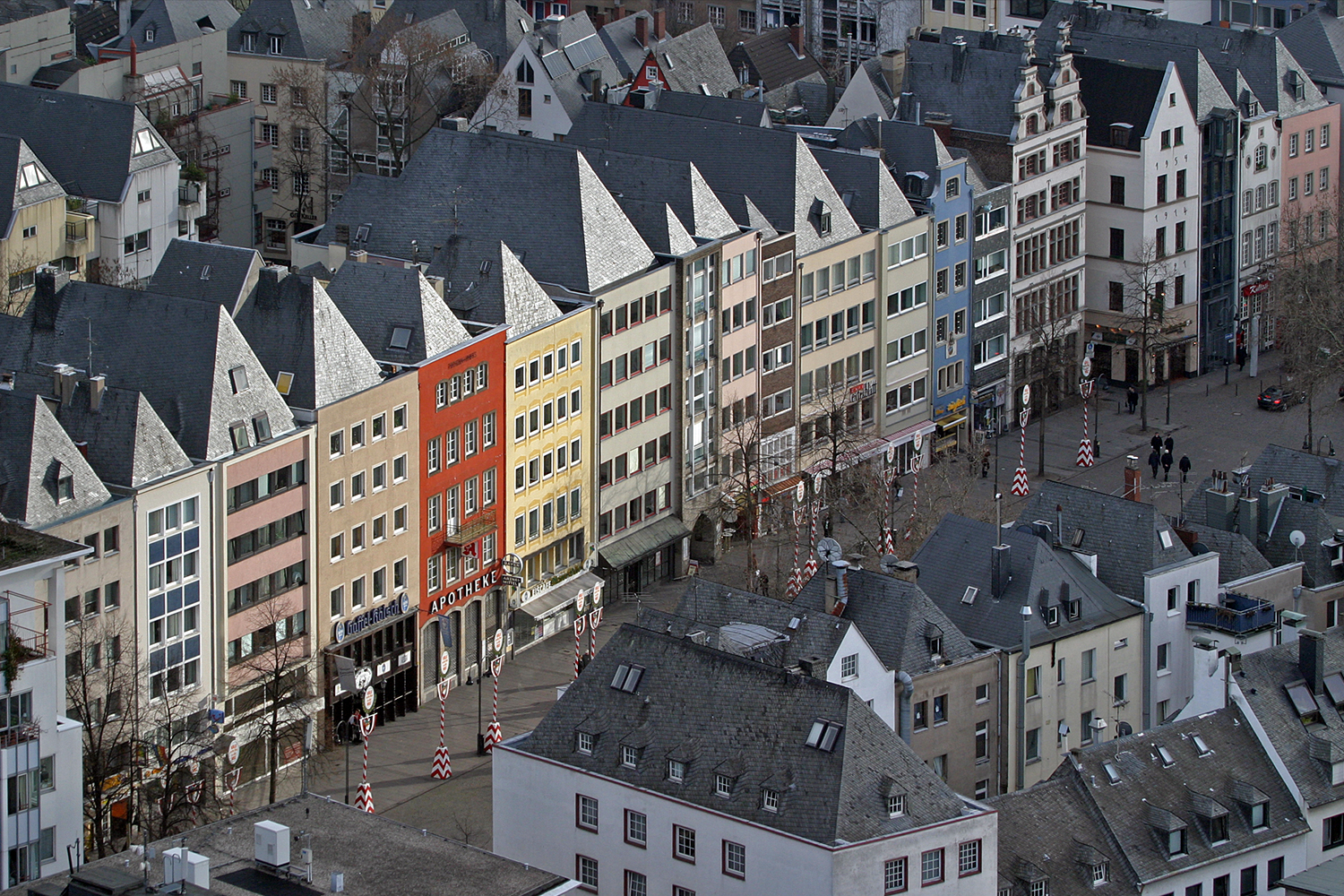
Khu phố Chợ Cũ (Alter Markt) ở Köln

Köln hay Koeln (phiên âm tiếng Việt: Cô-lô-nhơ hay Ku-ên; phát âm tiếng Đức: [kœln] ⓘ), còn được viết là Cologne theo tên tiếng Anh hay tiếng Pháp, tên tiếng Đức từ năm 1919 trở về trước là Cöln, dưới thời của người La Mã đầu tiên là oppidum ubiorum, rồi Colonia Claudia Ara Agrippinensium, là thành phố lớn thứ tư của Đức theo dân số và diện tích. Thành phố có lịch sử 2.000 năm, có nhiều di sản kiến trúc và văn hóa, nơi diễn ra nhiều sự kiện quốc tế quan trọng.
Năm 1850, dân số thành phố vượt quá con số 100.000, từ đó Köln trở thành một thành phố lớn theo lối hiểu ngày nay. Giữa năm 2005, dân số chính thức (có đăng ký cư trú) của Köln là 975.907. Thế nhưng, nếu tính cả những người đăng ký Köln là nơi cư trú thứ hai, thành phố có tổng cộng 1.022.627 dân cư. Vì thế mà Köln được gọi là thành phố triệu dân, mặc dù về mặt chính thức, Köln chỉ là thành phố triệu dân trong những năm 1975 và 1976 do sáp nhập hành chính mà sau này lại bị hủy bỏ. Ngày nay Köln là thành phố lớn nhất bang Nordrhein-Westfalen với 1.010.269 dân [2011].
Köln trở nên quan trọng vì thành phố từ ngày thành lập bởi người La Mã luôn luôn đóng vai trò nổi bật trong lịch sử như là một trung tâm đô thị và trung tâm của quyền lực nhà thờ. Điều này còn được hỗ trợ bởi vị trí của thành phố nằm trên điểm giao nhau của những con đường thương mại quan trọng Đông-Tây cùng với việc chuyển tải hàng hóa trên sông Rhein. Vì thế mà Köln trở thành một địa điểm thương mại quan trọng và ngày nay là một trọng điểm giao thông với lưu lượng giao thông đường sắt cao nhất nước Đức. Cảng sông Rhein là một trong những cảng lục địa quan trọng nhất châu Âu. Thành phố trước đây mang nặng dấu ấn của công nghiệp đã trải qua một biến đổi cấu trúc hướng về khu vực dịch vụ trong những thập niên cuối thế kỷ XX: Ngày nay Köln là một trung tâm của truyền thông đại chúng, công nghệ và khoa học. Köln là một trong những thành phố đại học lớn, con số 85.183 sinh viên ghi danh chiếm khoảng 8,5% tỷ lệ dân số. Với tỷ lệ người nước ngoài là 17,2% (175.515 người, thời điểm cuối 2004) Köln là một trong những thành trì đa văn hóa, chứa đựng một trong những cộng đồng người Thổ Nhĩ Kỳ lớn nhất Đức. Đi kèm theo sự đa dạng về chủng tộc, tôn giáo và văn hóa, cũng như ở nhiều thành phố lớn tương tự, là tính khoan nhượng và tự do ở mức độ cao trong phần lớn người dân. Vì thế, thành phố cũng được xem là một trung tâm của những người đồng tính luyến ái, nam cũng như nữ.

## Địa lý

### Vị trí địa lý và khí hậu

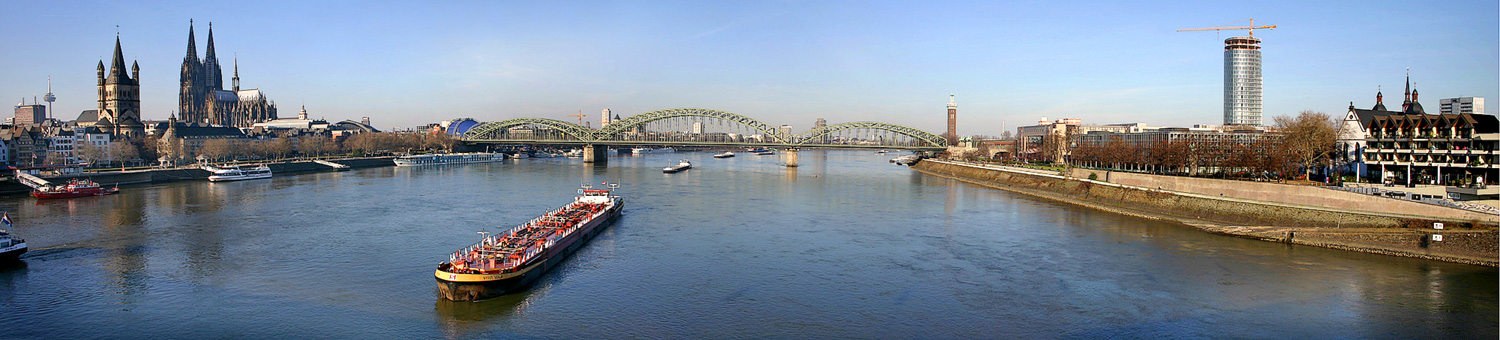
Toàn cảnh Köln nhìn từ Cầu Deutz

Khu vực thành phố trải dài trên 405,15 km² (tả ngạn sông Rhein 230,25 km², hữu ngạn sông Rhein 174,87 km²). Köln nằm trên 50°5633" vĩ độ bắc và 6°5732" kinh độ đông. Điểm cao nhất (trong Königsforst) nằm trên mực nước biển 118,04 m, điểm thấp nhất 37,5 m (trong Worringer Bruch).
Köln nằm trong Vịnh Köln, một quang cảnh thung lũng giữa vùng Bergisches Land và vùng Eifel, ngay sau khi sông Rhein chảy ra khỏi vùng Rheinisches Schiefergebirge. Vị trí thuận lợi này mang lại cho Köln một khí hậu có nhiều đặc điểm:
- Nhờ vào vùng chắn Eifel, thành phố mà đặc biệt là phần tả ngạn sông Rhein nằm về phía được chắn gió và không có mưa của gió tây.
- Đồng thời, do trao đổi không khí với vùng phụ cận ít nên tạo điều kiện thuận lợi cho bầu không khí ấm áp. Nội thành của Köln là nơi ấm nhất của bang Nordrhein-Westfalen.
- Đi cùng với điều này là độ ẩm cao vì nước sông Rhein bốc hơi nhưng trao đổi không khí lại ít, đặc biệt là trong mùa hè thường mang lại tiết trời nồm ẩm và nhiều cơn mưa giông.

| Dữ liệu khí hậu của Sân bay Köln/Bonn, 1981–2010 | Dữ liệu khí hậu của Sân bay Köln/Bonn, 1981–2010 | Dữ liệu khí hậu của Sân bay Köln/Bonn, 1981–2010 | Dữ liệu khí hậu của Sân bay Köln/Bonn, 1981–2010 | Dữ liệu khí hậu của Sân bay Köln/Bonn, 1981–2010 | Dữ liệu khí hậu của Sân bay Köln/Bonn, 1981–2010 | Dữ liệu khí hậu của Sân bay Köln/Bonn, 1981–2010 | Dữ liệu khí hậu của Sân bay Köln/Bonn, 1981–2010 | Dữ liệu khí hậu của Sân bay Köln/Bonn, 1981–2010 | Dữ liệu khí hậu của Sân bay Köln/Bonn, 1981–2010 | Dữ liệu khí hậu của Sân bay Köln/Bonn, 1981–2010 | Dữ liệu khí hậu của Sân bay Köln/Bonn, 1981–2010 | Dữ liệu khí hậu của Sân bay Köln/Bonn, 1981–2010 | Dữ liệu khí hậu của Sân bay Köln/Bonn, 1981–2010 |
| Tháng                                            | 1                                                | 2                                                | 3                                                | 4                                                | 5                                                | 6                                                | 7                                                | 8                                                | 9                                                | 10                                               | 11                                               | 12                                               | Năm                                              |
| ------------------------------------------------ | ------------------------------------------------ | ------------------------------------------------ | ------------------------------------------------ | ------------------------------------------------ | ------------------------------------------------ | ------------------------------------------------ | ------------------------------------------------ | ------------------------------------------------ | ------------------------------------------------ | ------------------------------------------------ | ------------------------------------------------ | ------------------------------------------------ | ------------------------------------------------ |
| Cao kỉ lục °C (°F)                               | 16.2 (61.2)                                      | 20.7 (69.3)                                      | 25.0 (77.0)                                      | 29.0 (84.2)                                      | 32.4 (90.3)                                      | 36.8 (98.2)                                      | 37.2 (99.0)                                      | 38.8 (101.8)                                     | 31.7 (89.1)                                      | 27.6 (81.7)                                      | 18.7 (65.7)                                      | 16.6 (61.9)                                      | 38.8 (101.8)                                     |
| Trung bình ngày tối đa °C (°F)                   | 5.4 (41.7)                                       | 6.7 (44.1)                                       | 10.9 (51.6)                                      | 15.1 (59.2)                                      | 19.3 (66.7)                                      | 21.9 (71.4)                                      | 24.4 (75.9)                                      | 24.0 (75.2)                                      | 19.8 (67.6)                                      | 15.1 (59.2)                                      | 9.5 (49.1)                                       | 5.9 (42.6)                                       | 14.8 (58.6)                                      |
| Trung bình ngày °C (°F)                          | 2.6 (36.7)                                       | 2.9 (37.2)                                       | 6.3 (43.3)                                       | 9.7 (49.5)                                       | 14.0 (57.2)                                      | 16.6 (61.9)                                      | 18.8 (65.8)                                      | 18.1 (64.6)                                      | 14.5 (58.1)                                      | 10.6 (51.1)                                      | 6.3 (43.3)                                       | 3.3 (37.9)                                       | 10.3 (50.5)                                      |
| Tối thiểu trung bình ngày °C (°F)                | −0.6 (30.9)                                      | −0.7 (30.7)                                      | 2.0 (35.6)                                       | 4.2 (39.6)                                       | 8.1 (46.6)                                       | 11.0 (51.8)                                      | 13.2 (55.8)                                      | 12.6 (54.7)                                      | 9.8 (49.6)                                       | 6.7 (44.1)                                       | 3.1 (37.6)                                       | 0.4 (32.7)                                       | 5.8 (42.4)                                       |
| Thấp kỉ lục °C (°F)                              | −23.4 (−10.1)                                    | −19.2 (−2.6)                                     | −12.0 (10.4)                                     | −8.8 (16.2)                                      | −2.2 (28.0)                                      | 1.4 (34.5)                                       | 2.9 (37.2)                                       | 1.9 (35.4)                                       | 0.2 (32.4)                                       | −6.0 (21.2)                                      | −10.4 (13.3)                                     | −16.0 (3.2)                                      | −23.4 (−10.1)                                    |
| Lượng Giáng thủy trung bình mm (inches)          | 62.1 (2.44)                                      | 54.2 (2.13)                                      | 64.6 (2.54)                                      | 53.9 (2.12)                                      | 72.2 (2.84)                                      | 90.7 (3.57)                                      | 85.8 (3.38)                                      | 75.0 (2.95)                                      | 74.9 (2.95)                                      | 67.1 (2.64)                                      | 67.0 (2.64)                                      | 71.1 (2.80)                                      | 838.6 (33.02)                                    |
| Số giờ nắng trung bình tháng                     | 43.0                                             | 74.0                                             | 101.6                                            | 151.8                                            | 184.1                                            | 177.0                                            | 184.3                                            | 179.5                                            | 134.5                                            | 103.8                                            | 53.1                                             | 40.3                                             | 1.426,8                                          |
| Nguồn: Deutscher Wetterdienst                    |                                                  |                                                  |                                                  |                                                  |                                                  |                                                  |                                                  |                                                  |                                                  |                                                  |                                                  |                                                  |                                                  |

Köln nằm trong vùng chuyển tiếp giữa khí hậu biển và khí hậu lục địa với mùa đông ấm áp (nhiệt độ trung bình tháng 1 là 2,4 °C) và mùa hè mát (nhiệt độ trung bình tháng 7 là 18,3 °C). Lượng mưa trung bình trong năm là 798 mm, nằm trong trung bình của nước Đức.

### Địa chất
Köln nằm trong một khu vực có địa hình bậc thang tăng cao dần từ sông Rhein. Nền đất thuộc về Phân đại Đệ Tam, một phần chỉ thành hình từ Phân đại Đệ Tứ và bao gồm nhiều tầng trầm tích. Một ngoại lệ là phần cực đông của thành phố, thuộc về nền của vùng Rheinisches Schiefergebirge.
Đất trồng chịu nhiều ảnh hưởng của đất màu mỡ từ đồng bằng đất phù sa cạnh sông Rhein và vùng Löß về phía tây cũng như đất không được tốt lắm về phía đông của thành phố (đồng cỏ, rừng), chuyển tiếp sang vùng Bergisches Land.

### Köln và sông Rhein

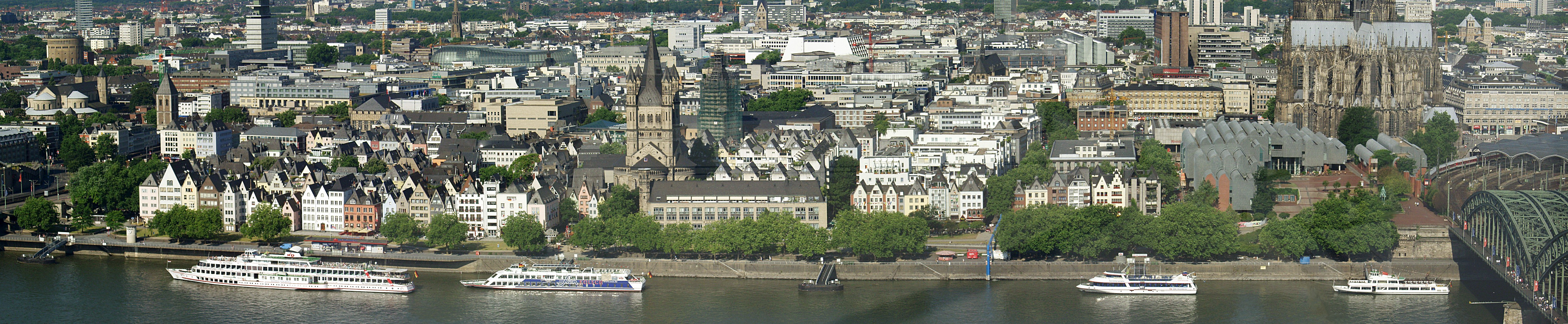
Khu phố cổ Köln cạnh sông Rhein

Sông Rhein, sau khi chảy ra khỏi vùng núi Schiefergebirge ở phía nam của Köln được gọi là Hạ Rhein, chảy vào thành phố tại Godorf và ra khỏi thành phố tại Worringen. Sông Rhein đã mang lại cho thành phố thịnh vượng và chất lượng cao cho cuộc sống nhiều như thế nào thì người ta cũng sợ lụt của nó nhiều như thế.
Cơn lụt tồi tệ nhất từng được ghi chép lại xảy ra vào tháng 2 năm 1784, khi nhiệt độ tăng đột ngột sau một mùa đông cực dài và lạnh. Sông Rhein trong thời điểm này đã đóng băng, tuyết tan cũng như băng vỡ ra đã tạo nên mực nước kỷ lục 13,55 m (mực nước thường là 3,48 m). Nước lũ cùng với những tảng băng đá nặng trên đấy đã tàn phá phần lớn các công trình xây dựng bên bờ sông cũng như tất cả tàu thuyền. Đã có 65 người chết. Mülheim nằm hữu ngạn sông Rhein đã bị phá hủy hoàn toàn.
Trong thế kỷ XX, ba đợt "lụt của thế kỷ" vào những năm 1926, 1993 và 1995 đã đạt mực nước cho đến 10,69 m. Bắt đầu từ 2005 một phương án bảo vệ chống lụt bắt đầu được tiến hành, dùng tường di động hay cố định để bảo vệ thành phố cho đến mực nước 11,30 m. Công trình dự định đến cuối năm 2007 sẽ hoàn thành.
Thế nhưng nhiều lần sông Rhein cũng đã chỉ mặt ngược lại của nó: nước cạn. Vào ngày 2 tháng 9 năm 2003 vào lúc 8:00 giờ mực nước sông Rhein xuống đến mức thấp kỷ lục 0,80 m. Thế nhưng mực nước 0,00 m có nghĩa là luồng nước cho tàu chạy rộng 150 m ở giữa sông vẫn còn độ sâu 1 m. Giao thông tàu thủy trên sông đã có nhiều hạn chế lớn nhưng không bị đình chỉ như ở sông Elbe.

### Hệ thực vật và động vật
Köln có diện tích xanh lớn mà trong khu vực đông dân cư thường được tạo thành công viên, trong các quận ngoại thành thường là rừng canh tác. Bên cạnh đó còn có nhiều khu bảo tồn tự nhiên thí dụ như Worringer Bruch nằm về phía cực đông tả ngạn sông Rhein, nguyên là một nhánh sông Rhein đã được lấp đất. Đấy là quê hương của nhiều loại thực vật và động vật hiếm cũng như một quang cảnh rừng và đồng ngập nước. Ở hữu ngạn sông Rhein chủ yếu là rừng và đồng cỏ.
Bên cạnh chim bồ câu và chuột, những loài động vật có mặt tại khắp mọi nơi và ở nhiều chỗ đã được cảm nhận như là một tai họa, là cáo đỏ (Vulpes vulpes) vào thành phố với số lượng đáng kể. Ngày nay chúng ở ngay trong nội thành và sử dụng vườn nhỏ cũng như công viên làm khu vực săn bắt.
Ban đầu được mang vào Đức để nuôi trong lồng và sau đó được tự do, nhiều chim két xanh (Psittacula krameri) đã chọn Köln làm quê hương mới và hiện nay đã có nhiều bầy chim két này sinh sống trong thành phố.

## Lịch sử

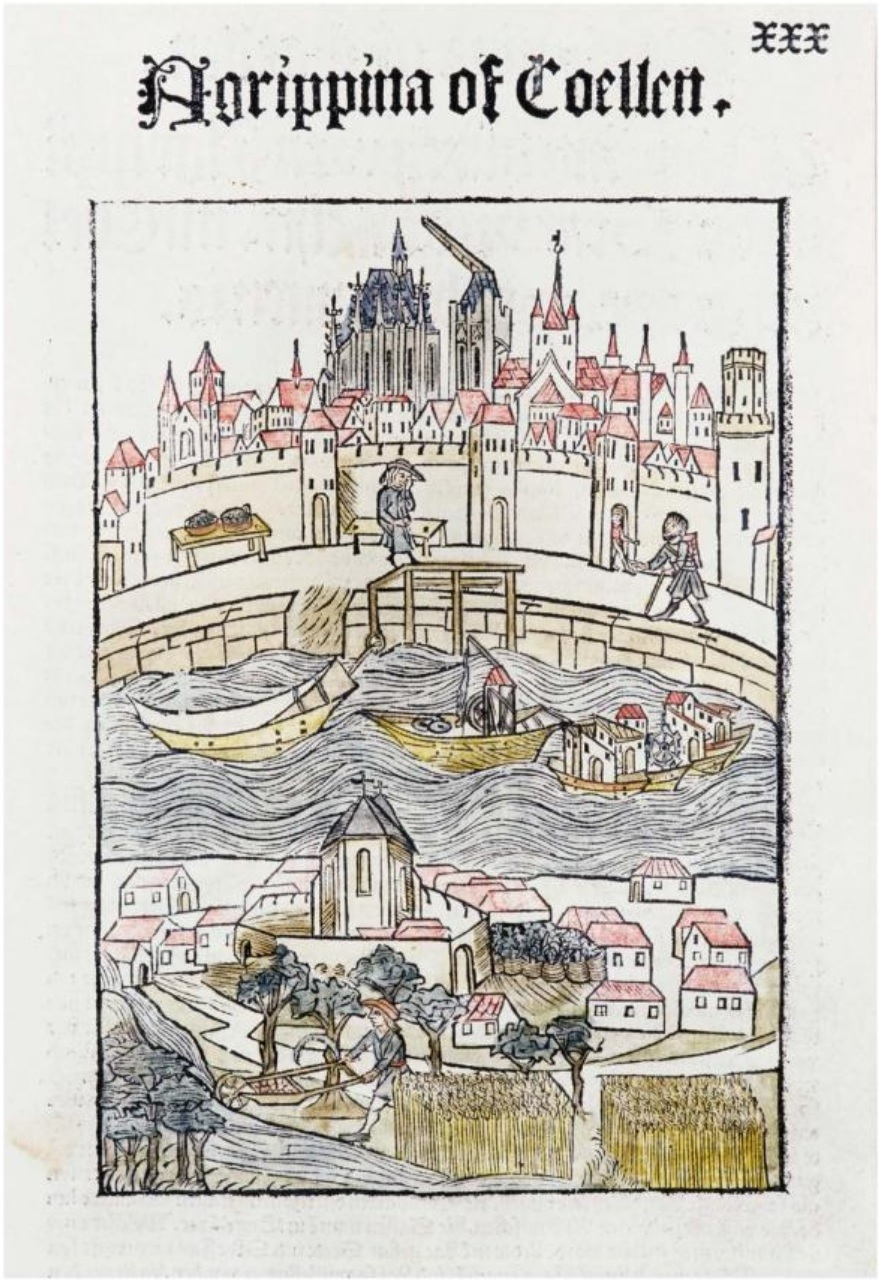
Köln, tranh khắc gỗ từ "Die Cronica van der hilliger Stat van Coellen", 1499.

Köln là thành phố lâu đời nhất trong số các thành phố lớn của Đức: Tên Köln, vào thời người La Mã là Colonia Claudia Ara Agrippinensium xuất phát từ hoàng hậu La Mã Agrippina. Người vợ của Claudius sanh ra tại Köln và đã nâng nơi này lên trở thành thành phố vào năm 50 sau Công Nguyên. Trong thời kỳ của người La Mã, Köln là nơi ngự trị của thống đốc tỉnh Germania Inferior. Vào khoảng năm 80 Công Nguyên, với kênh đào dẫn nước từ Eifel, Köln đã nhận được một trong những ống dẫn nước La Mã (aqueduct) dài nhất.
Trong thời gian đầu của thời Trung cổ, Köln cũng đã là một thành phố quan trọng. Vào khoảng năm 455 người Frank chiếm lĩnh thành phố La Mã này. Cho đến đầu thế kỷ thứ VI là nơi chính của một vương quốc Frank tự chủ, Köln được sáp nhập vào vương quốc của Chlodwig tiếp theo sau đó nhưng vẫn giữ được tính tự chủ cao. Dân cư người La Mã sống bên cạnh những người Frank đã chiếm lĩnh thành phố một thời gian dài. Trong thời gian từ thế kỷ thứ VI đến thế kỷ thứ VIII đã có sự tiếp biến văn hóa giữa hai phần dân cư thành phố. Người Frank tiếp nhận nhanh chóng những thành tựu văn hóa của dân cư thành phố người La Mã, thí dụ như trong lĩnh vực kỹ thuật xây dựng hay sản xuất thủy tinh. Vào cuối thời kỳ của dòng họ Merowinger, Köln là nơi thành phố ngự trị của hoàng đế. Chậm nhất là từ thời dòng họ Karolinger, Giám mục hay tổng Giám mục của Köln là một trong những nhân vật quan trọng nhất trong vương quốc. Dưới triều đại Otto, Köln đã đóng một vai trò quan trọng trong việc tiếp cận giữa Thánh chế La Mã dân tộc Đức và Đế quốc Byzantine. Từ thế kỷ X, dưới sự lãnh đạo của các vị tổng Giám mục có tầm quan trọng và thông thạo về chính trị, Köln đã trở thành trung tâm tôn giáo không còn bàn cãi. Qua việc mang di cốt của ba vị vua thánh về thành phố bởi tổng Giám mục Rainald của Dassel trong năm 1164, Köln đã trở thành một địa danh hành hương hàng đầu. Giữa thời Trung cổ, Köln trở thành thành phố lớn nhất Đức, vì thế mà thành trì cũng phải được mở rộng nhiều lần: Từ năm 1180 (theo các văn kiện của ngày 27 tháng 7 và 18 tháng 8) thành trì rộng nhất Đức thời đấy bắt đầu được xây dựng và hoàn thành vào năm 1225. 12 cổng thành kết hợp vào thành trì bán nguyệt của thành phố muốn nhắc đến Jerusalem. Từ thế kỷ XII, bên cạnh Jerusalem, Constantinopel và Roma, Köln mang thêm từ "Sancta" trong tên của thành phố: Sancta Colonia Dei Gratia Romanae Ecclesiae Fidelis Filia – Köln thần thánh của ơn trời và người con gái trung thành của nhà thờ La Mã. Một nhà thờ gây ấn tượng và lớn đến mức không nơi nào có thể sánh bằng được quyết định xây dựng. Lễ đặt viên đá đầu tiên của Nhà thờ lớn Köln được tiến hành vào năm 1248.

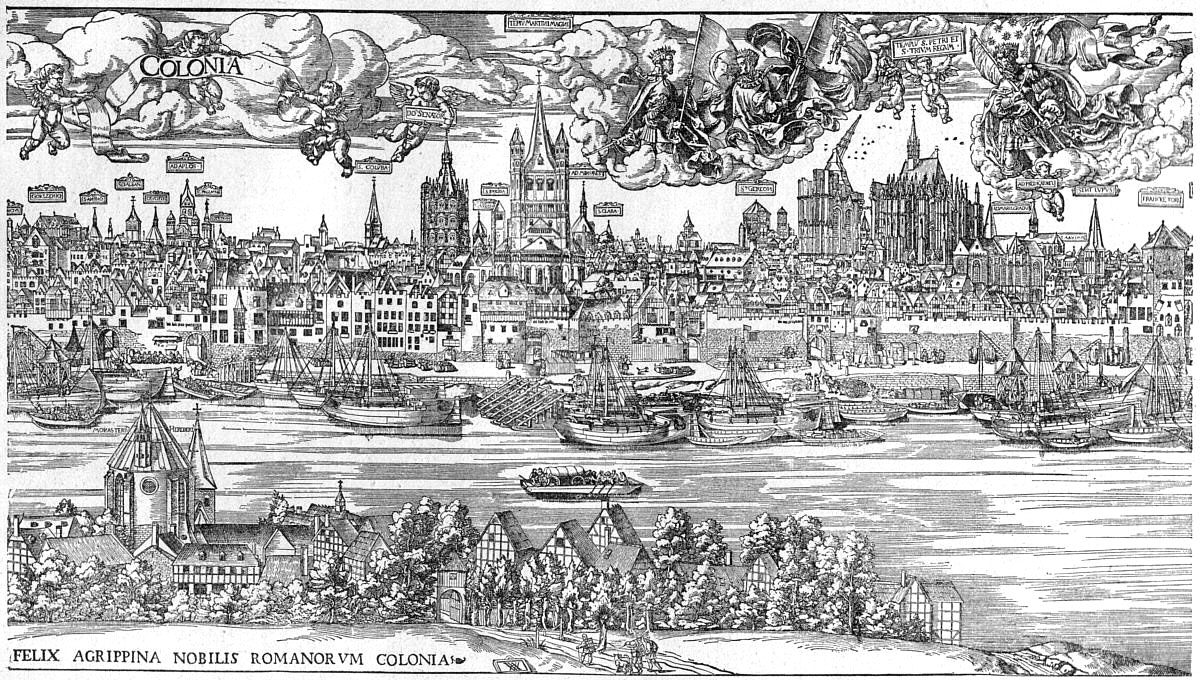
Köln năm 1531 - khắc gỗ của Anton của Worms

Trong năm 1259 người dân thành phố Köln nhận được quyền ưu tiên được phép mua trước tất cả các hàng hóa được chuyên chở trên sông Rhein (Stapelrecht), góp phần vào cuộc sống sung túc của dân cư thành phố. Cuộc chiến nhiều năm giữa các tổng Giám mục Köln và các dòng dõi quý tộc tạm thời chấm dứt vào năm 1288 qua trận Worringen, nơi đạo quân của tổng Giám mục đã thất bại trước đạo quân của bá tước von Berg và của dân cư thành phố Köln. Từ đấy thành phố không còn là đất riêng của tổng Giám mục nữa và vị tổng Giám mục chỉ được phép vào thành phố khi tiến hành nghi lễ tôn giáo.
Năm 1582 tổng Giám mục Köln Gebhard Truchsess von Waldburg ly khai nhà thờ Công giáo và cưới bà Agnes von Mansfeld-Eisleben là người của đạo Tin Lành. Ông đã bị Giáo hoàng Gregor XIII khai trừ ra khỏi đạo và Ernst của Bayern, một người được tin cậy theo đạo Công giáo được cử làm người kế tục, ngoài những việc khác cũng là vì nếu không thì vị tổng Giám mục Köln đã có thể lật bỏ đa số Công giáo trong hội nghị tuyển hầu bầu hoàng đế của Thánh Chế La Mã (Kurfürstenkollegium). Chiến tranh Köln vì thế đã diễn ra từ 1583 đến 1588, trong đó các thành phố Deutz, Bonn và Neuss đã bị tàn phá. Cuộc chiến với sức hủy hoại của nó chỉ là một mường tường trước cho xung đột về tôn giáo kế tiếp theo đó trong nước Đức.
Thành phố Köln không bị tàn phá trong cuộc Chiến tranh 30 năm, một phần cũng vì thành phố đã trả tiền chuộc cho các đạo quân vây hãm và xâm chiếm. Köln thu được lợi nhuận cao trong cuộc chiến tranh này qua sản xuất và buôn bán vũ khí.
Lịch sử của thành phố "Köln thần thánh" chấm dứt khi quân đội Pháp kéo vào thành phố năm 1794 trong thời gian của cuộc Cách mạng Pháp. Cũng như toàn bộ vùng đất tả ngạn sông Rhein, thành phố Köln thuộc về nước Cộng hòa Pháp và được sáp nhập vào Roerdepartement có thủ phủ là thành phố Aachen. Nhiều người dân Köln đã đón mừng quân đội cách mạng Pháp như là những người giải phóng. Người Do Thái và người theo đạo Tin Lành bị phân biệt đối xử trước đó nay được đặt ngang hàng. Mặc dù thường phải đóng tiền đảm phụ quốc phòng cao người dân Köln vẫn trung thành với đế quốc của Napoléon, người đã đến thăm thành phố vào năm 1804. Trong năm 1815 thành phố Köln và vùng đất Rheinland bị Vương quốc Phổ thôn tính. Köln trở thành thành phố quan trọng nhất trong nước Phổ sau Berlin không chỉ vì hoạt động của các ngân hàng tại Köln. Trong năm 1880 việc xây dựng Nhà thờ lớn Köln được hoàn thành sau 632 năm dưới sự đốc thúc của hoàng đế Phổ - ít nhất là cũng tạm thời hoàn thành vì mãi cho đến ngày hôm nay công việc sửa chữa vẫn cần thiết sau Chiến tranh thế giới thứ hai và vì hư hỏng gạch xây dựng do môi trường. Do việc sửa chữa có lẽ không bao giờ chấm dứt nên nhà thờ lớn còn được gọi là "công trường xây dựng vĩnh cửu".

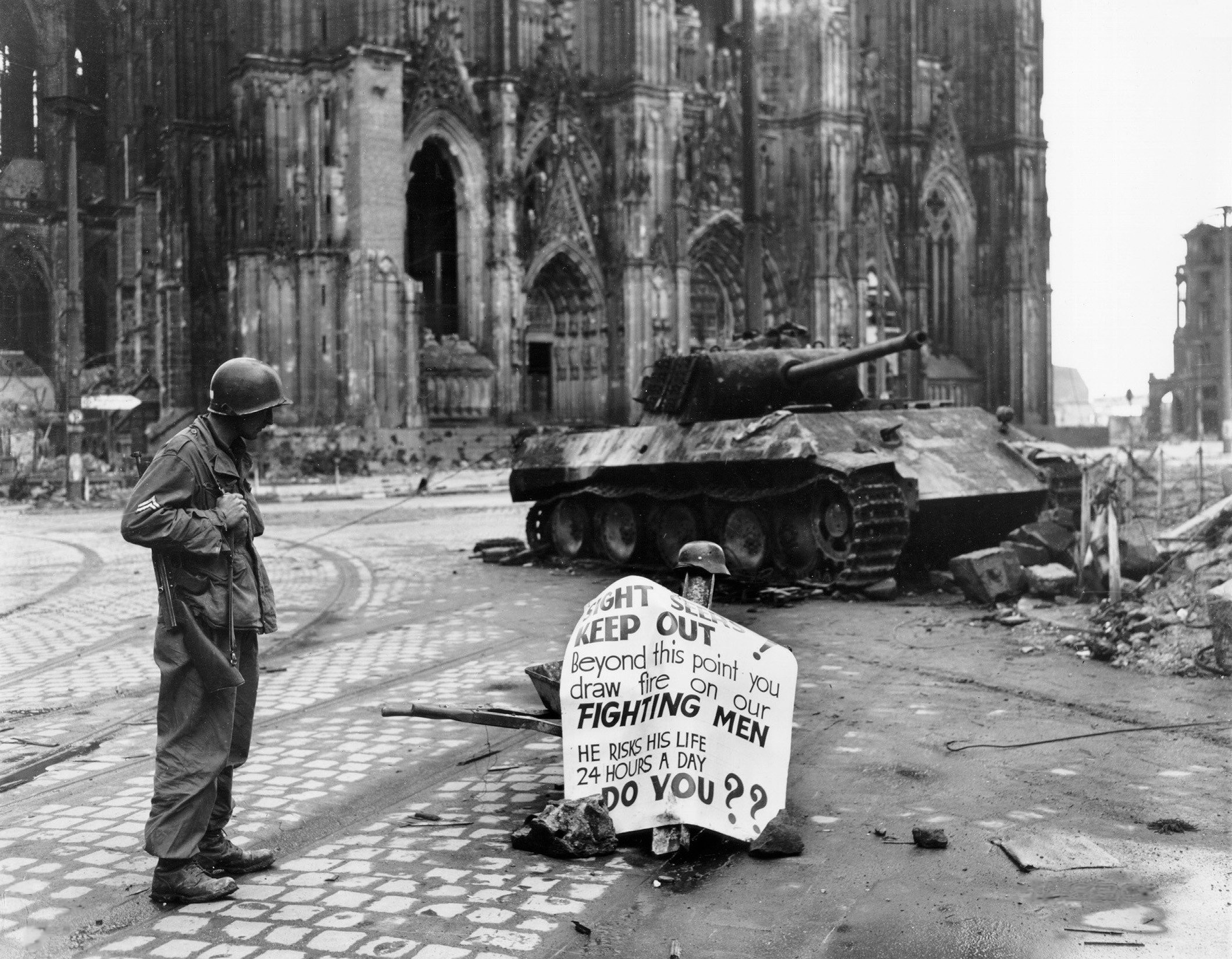
Köln năm 1945

Cuối thế kỷ XIX thành phố được mở rộng sau khi xây dựng vòng thành phòng thủ ngoài. Công việc định cư "phố mới" đã nối kết thành phố với làng mạc vùng phụ cận đang tăng trưởng nhanh chóng và tạo điều kiện sáp nhập chúng vào thành phố. Sau thành trì cũ đượcc đập bỏ chỉ còn lại một vài công trình xây dựng tiêu biểu nhờ vào can thiệp của Bộ Văn hóa Phổ.
Trong Chiến tranh thế giới lần thứ hai thành phố đã bị tàn phá đến 90% qua các cuộc bỏ bom diện rộng của không quân Anh (vào ban đêm) và Mỹ (vào ban ngày). Từ tháng 1 đến tháng 3 năm 1945 1.800 thành viên của phong trào kháng chiến người Đức và người nước ngoài đã bị Đức Quốc xã giết chết trong Đợt tội phạm thời cuối chiến tranh.
Mãi đến năm 1959 Köln mới đạt lại được dân số của thời gian trước chiến tranh. Trong năm 1975 nhờ vào cải tổ hành chính Köln có dân số hơn 1 triệu người và bên cạnh Berlin, Hamburg và München. Thế nhưng với việc tách Wesseling vào năm 1976 dân số lại giảm dưới ranh giới 1 triệu.

## Tôn giáo

### Kitô giáo
Trong lịch sử, Köln cũng như vùng sông Rhein chịu nhiều ảnh hưởng của Công giáo, khoảng 14% dân cư theo đạo Công giáo, 20% theo đạo Tin Lành, 10% (đa số là người di dân vào) theo đạo Hồi, 30% còn lại theo các đạo khác hay không có tôn giáo.
Chậm nhất là từ năm 313 Köln là nơi ngự trị của tổng Giám mục. Nhà thờ của tổng Giám mục trong thời gian này không được rõ. Từ thời Gothic Nhà thờ chính tòa Köln đã là biểu tượng của thành phố.
Sau việc chuyển những cái được cho là hài cốt của ba vua thánh về thành phố vào ngày 23 tháng 7 năm 1164, Köln đã nhanh chóng trở thành một trong những nơi hành hương quan trọng nhất trong Thánh Chế La Mã. Chuyến đi du lịch đầu tiên của hoàng đế và hoàng hậu vừa được lên ngôi bao giờ cũng dẫn từ Aachen đến thánh cốt của ba vị vua này. Đoàn người hành hương đã mang nhiều tiền đến thành phố, dẫn đến việc định cư ngày càng nhiều và dân số thành phố đã tăng nhảy vọt. (Trong thời Trung cổ, Köln là thành phố lớn nhất châu Âu). Tổng Giám mục Philipp I von Heinsberg đã đặt làm một hòm chứa thánh cốt mạ vàng và người kế thừa ông đã cho xây một nhà thờ chính tòa mới vào năm 1248. Tranh cãi với hội đồng thành phố và việc trục xuất tổng Giám mục sau đó đã làm cho việc xây dựng ngày càng chậm đi và cuối cùng là ngừng hẳn. Không ngại ngùng trong việc buôn bán, Köln đã phát triển thành trung tâm buôn bán di vật vì người thời Trung cổ tin rằng sở hữu một vật thánh hay xương cốt của một vị thánh sẽ mau chóng được giải thoát. Điều này đã mang lại cho thành phố cái tên "Köln thần thánh".
Tầm quan trọng của tôn giáo cũng được nhận thấy trên biểu trưng của thành phố, miêu tả 3 vương miện của ba vị vua thánh và 11 giọt nước mắt của thánh Ursula và các vị đồng hành đã chết vì đạo tại Köln. Cũng cần phải nhắc đến một trong nhiều đỉnh cao của "Köln thần thánh" trong lịch sử Kitô giáo hằng nghìn năm là Ngày Giới trẻ Thế giới lần thứ 20 từ 15 tháng 8 đến 21 tháng 8 năm 2005. Tròn 26.000 người tình nguyện từ 160 quốc gia đã chào mừng khách đến từ 196 quốc gia tại các thành phố Köln, Bonn và Düsseldorf. Giáo hoàng Benedict XVI cũng đến thăm Köln trong dịp này và một lần nữa đã công nhận danh hiệu "Köln thần thánh".

### Đạo Do Thái
Cộng đồng người Do Thái tại Köln là cộng đồng lâu đời nhất ở phía bắc dãy núi Alpen, đã tồn tại từ năm 321 dưới thời hoàng đế Constantine I.
Năm 1183 tổng Giám mục chỉ định cho người Do Thái một vùng đất riêng để có thể sống một cách tương đối yên ổn. Khu vực trong phố cổ này có cổng riêng có thể đóng lại và chỉ dành riêng cho người Do Thái. Thế nhưng người Do Thái lại bị đuổi ra khỏi thành phố dần dần và trong thời gian từ 1424 cho đến cuối thế kỷ XVIII không một người Do Thái nào được phép ở trong thành phố mà không có sự đồng ý của hội đồng thành phố. Sau khi quân đội cách mạng Pháp vào, dân cư người Do Thái – cũng như người theo đạo Tin Lành – được đặt ngang hàng với người dân theo đạo Công giáo. Trong thời gian của Chủ nghĩa Xã hội Quốc gia, người Do Thái đã được phép định cư dưới thời thống trị của Phổ lại bị đuổi đi với việc thúc ép di dân ra nước ngoài. Nhiều nhà thờ Do Thái đã bị đốt cháy trong đợt bài trừ người Do Thái tháng 11 năm 1938. Những người Do Thái còn lại sau 1941 bị bắt giam trong Fort IX (một pháo đài của quân đội Phổ ở ngoại vi thành phố) và trong khu đất hội chợ Köln, sau đó họ bị chở đi đến các trại tập trung. 8.000 người Do Thái ở Köln đã bị những người Quốc xã giết chết.
Cộng đồng người Do Thái tại Köln ngày nay có trên 4.857 thành viên. Họ có một nghĩa trang riêng, một trường học, nhà trẻ, thư viện, câu lạc bộ thể thao, một quán ăn, trung tâm thanh thiếu niên và một nhà dưỡng lão.

### Đạo Hồi
Vì người di dân từ Thổ Nhĩ Kỳ và con cháu của họ có một tỷ lệ cao và cũng vì vị trí trung tâm trong nước Cộng hòa Liên bang Đức cũ, các tổ chức Hồi giáo-Thổ Nhĩ Kỳ quan trọng nhất đều đặt trụ sở tại Köln và vùng lân cận.

### Địa điểm hành hương
Thành phố Köln là một địa điểm hành hương không phải chỉ vì Ba Vua Thánh mà còn vì Thánh Albertus Magnus tại St.Andreas. Thêm vào đó là Adolph Kolping của Nhà thờ Minoriten, Johannes Duns Scotus, một nhà triết học quan trọng cũng của Nhà thờ Minoriten, Edith Stein (Theresia Benedicta a Cruce) một nữ triết gia và nữ tu sĩ trong thời Đức Quốc xã.

## Phát triển dân số
Trong một thời gian ngắn của thập niên 1970, Köln đã là thành phố triệu dân: cùng với lần sáp nhập hành chính cuối cùng, vào ngày 1 tháng 1 năm 1975 dân số đạt đến con số 1 triệu. Thế nhưng sau khi thành phố Wesseling lại được tách ra từ ngày 1 tháng 7 năm 1976, dân số thành phố lại tụt xuống dưới ranh giới 1 triệu. Vào ngày 10 tháng 6 năm 2005 dân số chính thức của Köln theo Cơ quan Xử lý dữ liệu và Thống kê của bang Nordrhein-Westfalen là 975.907 người.

## Chính trị

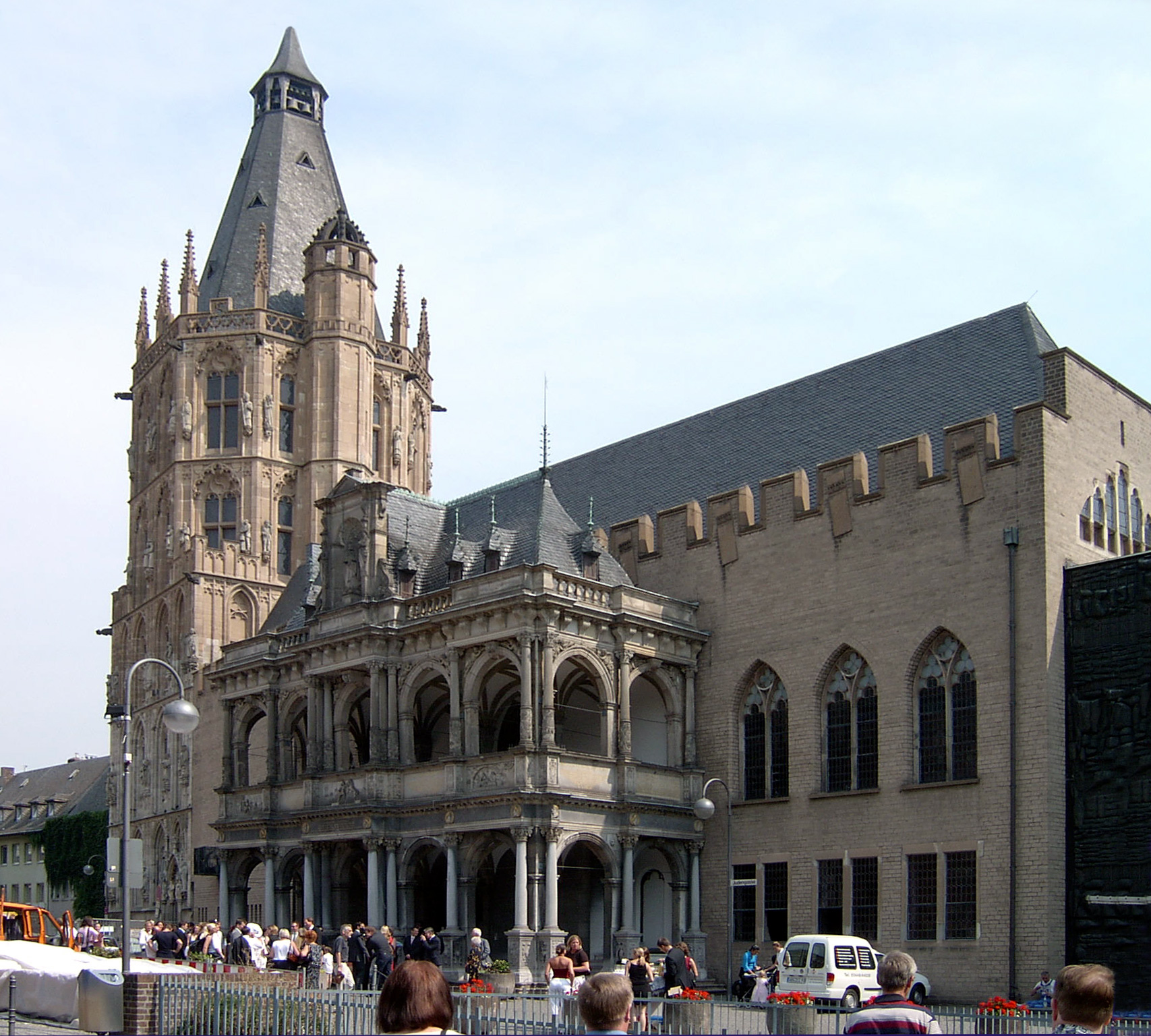
Tòa thị chính Köln

Trong thời kỳ của người La Mã, đô đốc chỉ huy hạm đội sông Rhein đồng thời cũng là người điều hành hành chính của thành phố. Thời gian sau đấy, vì là trụ sở của địa hạt tổng Giám mục nên vị tổng Giám mục có toàn quyền tại Köln. Trong một thời gian dài Köln đã cố gắng tách rời thành phố ra khỏi quyền hạn của tổng Giám mục, việc mà cuối cùng cũng đã thành công trong thế kỷ XIII. Ngay từ năm 1180 Köln đã có một hội đồng thành phố, 2 thị trưởng được hội đồng lựa chọn hằng năm. Sau khi thuộc về Vương quốc Phổ năm 1815, Köln là một thành phố độc lập và đồng thời cũng là nơi đặt trụ sở của một hội đồng quận chỉ được giải thể trong cuộc cải tổ hành chánh năm 1975. Từ năm 1815 đứng đầu thành phố là một thị trưởng, bên cạnh ông là một hội đồng thành phố
Trong thời gian Đức Quốc xã, thị trưởng thành phố là người do đảng NSDAP chỉ định. Sau Chiến tranh thế giới thứ hai, ủy ban quân quản của vùng do quân đội Anh chiếm đóng chỉ định một thị trưởng mới và áp dụng các luật lệ về hành chánh theo gương Anh. Theo đấy, thành phố có một hội đồng thành phố do người dân bầu, thành viên của hội đồng được gọi là "nghị sĩ thành phố". Ban đầu, hội đồng chọn thị trưởng là người đứng đầu và đại diện thành phố, giữ chức vụ với tính cách danh dự (không có lương). Thêm vào đấy từ năm 1946 hội đồng cũng lựa chọn một người chuyên nghiệp điều hành hành chính thành phố (Oberstadtdirektor). Năm 1999 hai vị trí song đôi này được bãi bỏ. Từ đấy chỉ còn người thị trưởng chuyên điều hành công việc hành chánh. Thị trưởng là người đứng đầu hội đồng, lãnh đạo hành chánh thành phố và cũng là người đại diện cho thành phố. Từ đấy thị trưởng được bầu trực tiếp từ người dân.

### Truyền thống chính trị và phát triển
Truyền thống lâu đời của một thành phố đế chế tự do, dân cư gần như chỉ chịu ảnh hưởng Công giáo trong một thời gian dài và đối lập kéo dài nhiều thế kỷ giữa nhà thờ và giới trung lưu đã tạo cho Köln một bầu không khí chính trị riêng biệt. Tại Köln đã thành hình nhiều nhóm có lợi ích chung vượt qua ranh giới đảng phái. Các quan hệ đan kết thành hình từ đấy, cái được gọi là Bè lũ Köln (Kölner Klüngel), đã liên kết chính trị, kinh tế và văn hóa với nhau trong một hệ thống chiếu cố, cam kết và phụ thuộc lẫn nhau. Việc này thường hay dẫn đến một tỷ lệ phân chia lạ thường trong cơ quan hành chánh thành phố và đôi lúc đã biến chất đến tham nhũng: Qua vụ "scandal rác" về tiền hối lộ và tiền ủng hộ đảng phái trái phép được lật tẩy năm 1999, không những nhà doanh nghiệp Helmut Trienekens phải vào tù mà toàn bộ giới lãnh đạo các đảng lớn cũng bị lật đổ.

### Huy hiệu thành phố Köln
Tấm khiên có hai màu đỏ và trắng là màu của Hiệp hội Thương gia Đức (Hanse) thời Trung cổ. Là trung tâm thương mại quan trọng, Köln không những nằm trong hiệp hội của các thương gia và thành phố thương mại này mà còn cùng với Lübeck là thành phố sáng lập ra hiệp hội và vì thế là một trong những thành phố thuộc hiệp hội lâu đời nhất trong nước Đức.
Ba chiếc vương miện có trên huy hiệu từ thế kỷ thứ 12 muốn nhắc đến Ba Vua Thánh mà hài cốt đã được tổng Giám mục Köln Reinald của Dassel mang từ Milano về, được gìn giữ trong một hòm mạ vàng phía sau bàn thờ của Nhà thờ Lớn.
Có trên huy hiệu của thành phố từ thế kỷ XVI là 11 giọt nước mắt hay ngọn lửa nhắc đến Thánh Ursula. Theo truyền thuyết, Ursula là một công chúa vùng Bretagne (Pháp) đã bị người Hun đang vây hãm thành phố Köln giết chết khi đang trên đường về từ một cuộc hành hương đến Roma.
Bao bọc lấy huy hiệu của thành phố Köln là con chim đại bàng hai đầu của đế chế, mang thanh kiếm và cây quyền trượng, nhắc đến việc thành phố từ năm 1475 trong thời Trung cổ là một thành phố độc lập thuộc trong Thánh Chế La Mã dân tộc Đức. Chim đại bàng có 2 đầu vì hoàng đế La Mã cũng đồng thời là vua Đức.

### Các thành phố kết nghĩa
|  | - Liverpool (Anh), từ 1952 - Esch-sur-Alzette (Đại Công quốc Luxembourg), từ 1958 - Lille (Pháp), từ 1958 - Liège (Bỉ), từ 1958 - Rotterdam (Hà Lan), từ 1958 - Turin (Ý), từ 1958 - Kyoto (Nhật), từ 1963 - Tunis (Tunisia), từ 1964 - Turku (Phần Lan), từ 1967 - Quận Neukölln, (Berlin) từ 1967 - Cluj-Napoca (România), từ 1976 - Tel Aviv-Jaffa (Israel), từ 1979 |  | - Barcelona (Tây Ban Nha), từ 1984 - Bắc Kinh (Trung Quốc), từ 1987 - Thessaloniki (Hy Lạp), từ 1988 - Cork (Ireland), từ 1988 - Corinto / El Realejo (Nicaragua), từ 1988 - Indianapolis (USA), từ 1988 - Volgograd (Nga), từ 1988 - Quận Treptow-Köpenick (Berlin), từ 1990 - Katowice (Ba Lan), từ 1991 - Bethlehem (Palestine), từ 1996 - İstanbul (Thổ Nhĩ Kỳ), từ 1997 |

## Văn hóa và thắng cảnh

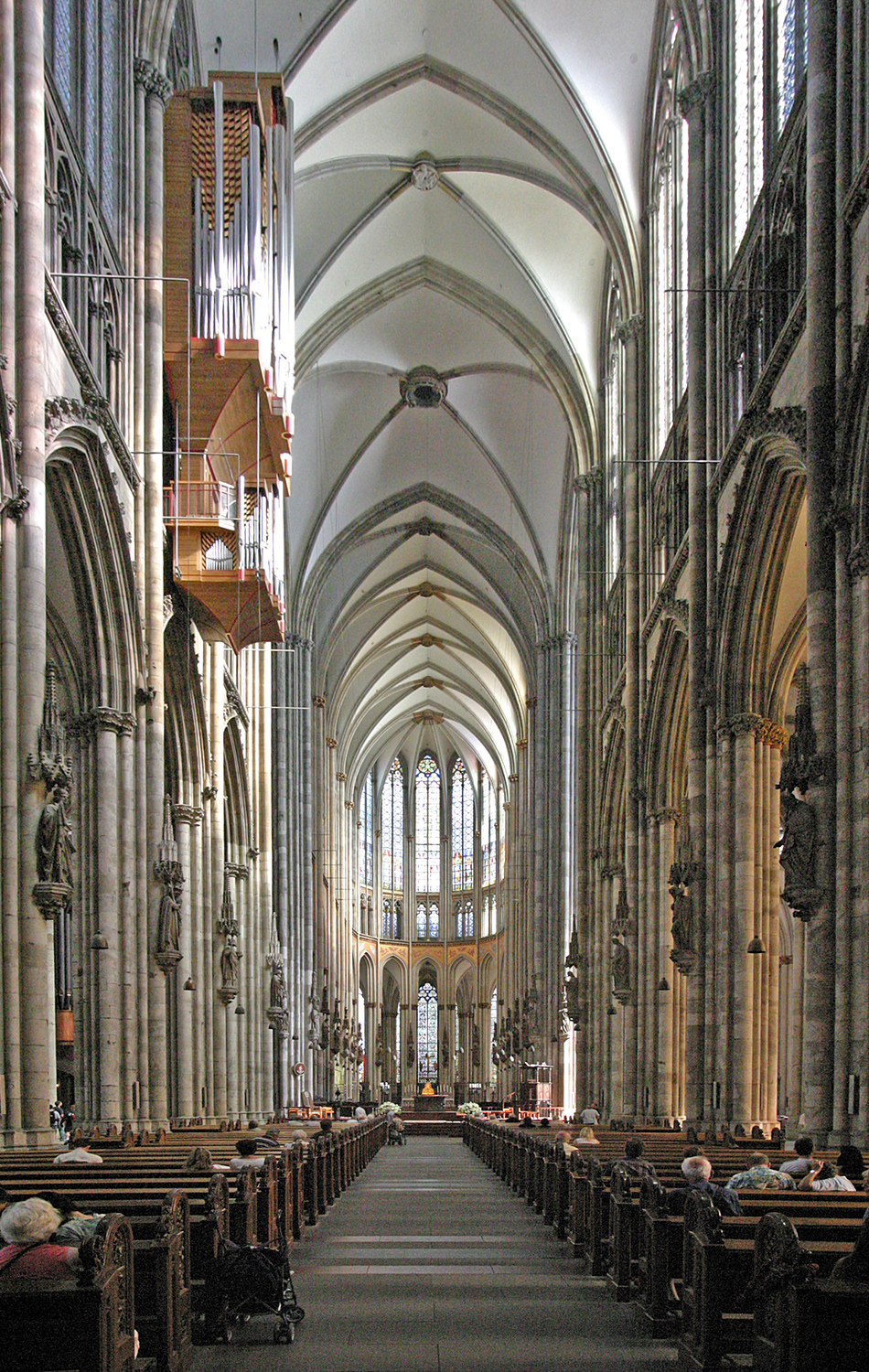
Bên trong Nhà thờ chính tòa Köln

Trong thời Trung cổ, Köln đã trở thành một trung tâm giáo dục, nghệ thuật quan trọng và đồng thời cũng là trung tâm của nhà thờ. Nhà thờ lớn Köln là nhà thờ Gothic lớn nhất trong Bắc Âu, lưu giữ hòm đựng hài cốt của Ba Vua Thánh. Nhà thờ lớn Köln – là di sản văn hóa thế giới từ năm 1996 – là biểu tượng chính của thành phố. Köln bị tàn phá nặng nề trong Chiến tranh thế giới thứ hai. Ngày nay Köln là một trung tâm văn hóa với nhiều hội chợ về nghệ thuật, phòng triển lãm tranh và viện bảo tàng quan trọng, thành phố cũng có một cuộc sống âm nhạc và nghệ thuật sống động. Ngoài ra, cùng với Hamburg và Berlin, Köln được xem là thành trì của giới đồng tính luyến ái.

### Nhà hát
Köln có rất nhiều nhà hát. Thuộc thành phố là "Sân khấu Thành phố Köln" (Bühnen der Stadt Köln) với sân khấu kịch và nhà hát opera (thành lập năm 1822). Các sân khấu nổi tiếng khác là Nhà hát Arkadas, Nhà hát Nghệ thuật (Arttheater), Nhà hát Atelier, Nhà hát Solana, Nhà hát Casamax, Nhà hát Cassiopeia, Comedia, Nhà hát Freises Werkstatt (Freies Werkstatt-Theater), Nhà hát Gloria, Hänneschen-Theater (Nhà hát múa rối của thành phố), Nhà hát Horizont, Nhà hát Nghệ nhân Köln (Kölner Künstler-Theater), Musical Dome, Nhà hát Piccolo, Nhà hát Múa rối Lapislazuli, Nhà hát Senftöpfchen, Studiobühne Köln, Theater am Dom, Theater am Sachsenring, Nhà hát Der Keller, Theater im Bauturm, Theater im Hof, Theater Tiefrot, Theaterhaus Köln và Nhà hát Nhân dân Millowitsch (Volkstheater Millowitsch).

### Âm nhạc

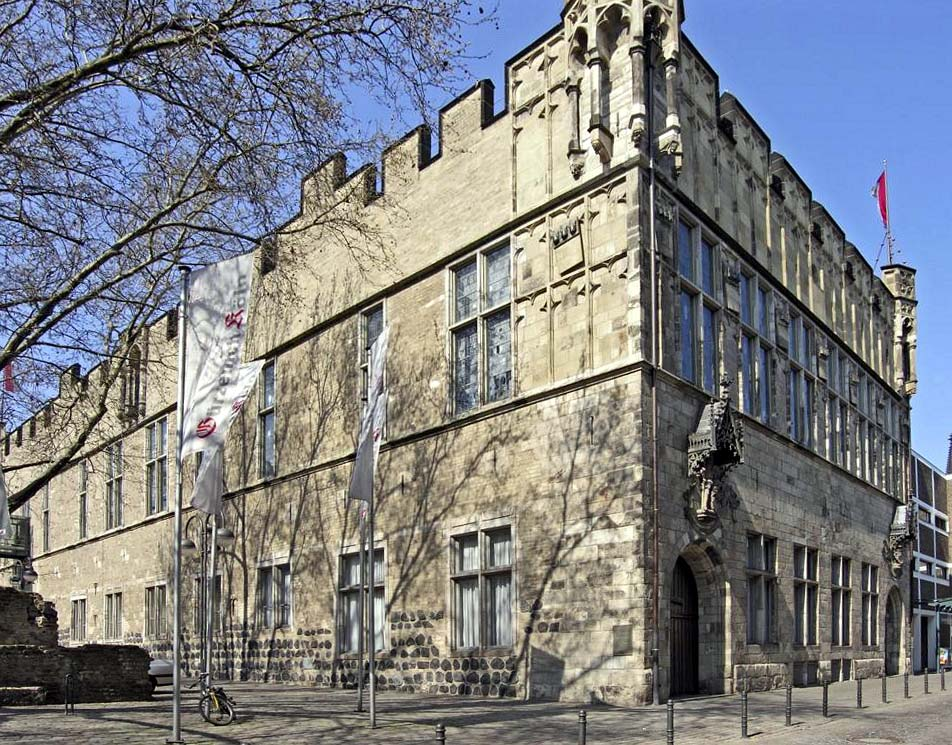
Hội trường hòa nhạc Gürzenich

Köln là quê hương của nhiều dàn nhạc giao hưởng nổi tiếng. Năm 1857 dàn nhạc Gürzenich được thành lập nhân dịp khai trương hội trường hòa nhạc cùng tên. Từ năm 1888 thành phố là người tài trợ của dành nhạc.
Dàn nhạc giao hưởng nổi tiếng thứ hai là WDR-Sinfonie-Orchester được thành lập năm 1945.
Trường Đại học Âm nhạc Köln là trường đại học âm nhạc lớn nhất châu Âu và đã góp phần quan trọng vào đời sống âm nhạc của thành phố. Trường Âm nhạc Rhein với nhiều cơ sở tại Köln tổ chức giảng dạy âm nhạc cho thiếu niên và nhi đồng trong khắp thành phố.

### Văn học
Từ Goethe qua Heine cho đến Celan, nhiều nhà văn tiếng Đức đã viết về Köln. Thành phố cũng là quê hương của người đoạt Giải thưởng Nobel về văn học Heinrich Böll. Trong nhà Văn hóa Köln hay nhân dịp lễ hội lit.cologne nhiều nhà văn trong và ngoài nước được mời tham dự trong khi các nhà văn tại Köln xuất hiện trên các khán đài đọc sách tại Quảng trường Brüssel hay trong các buổi gặp gỡ được tổ chức trong các hiệu bán sách, quán cà phê và quán rượu.

### Viện bảo tàng

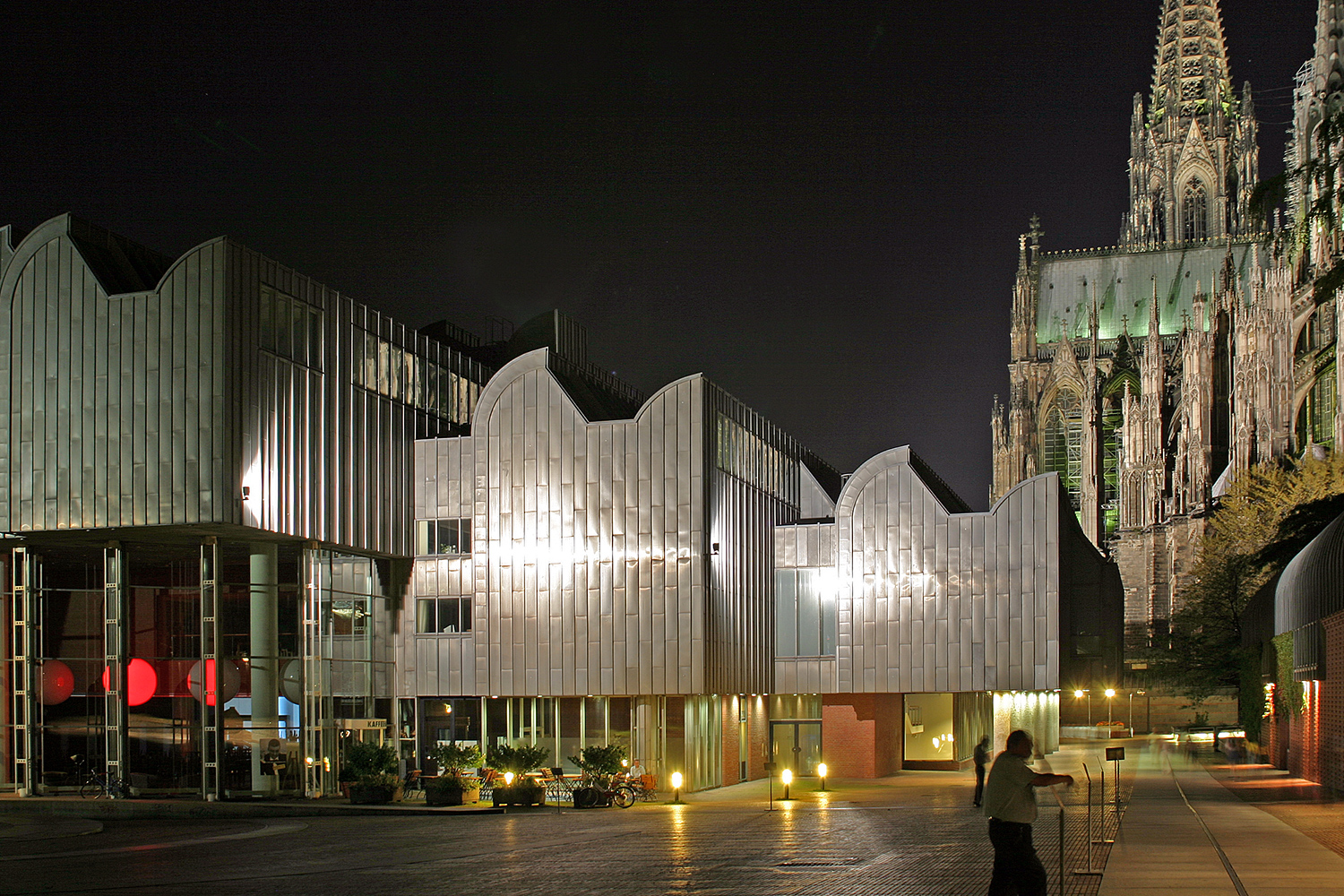
Viện bảo tàng Ludwig

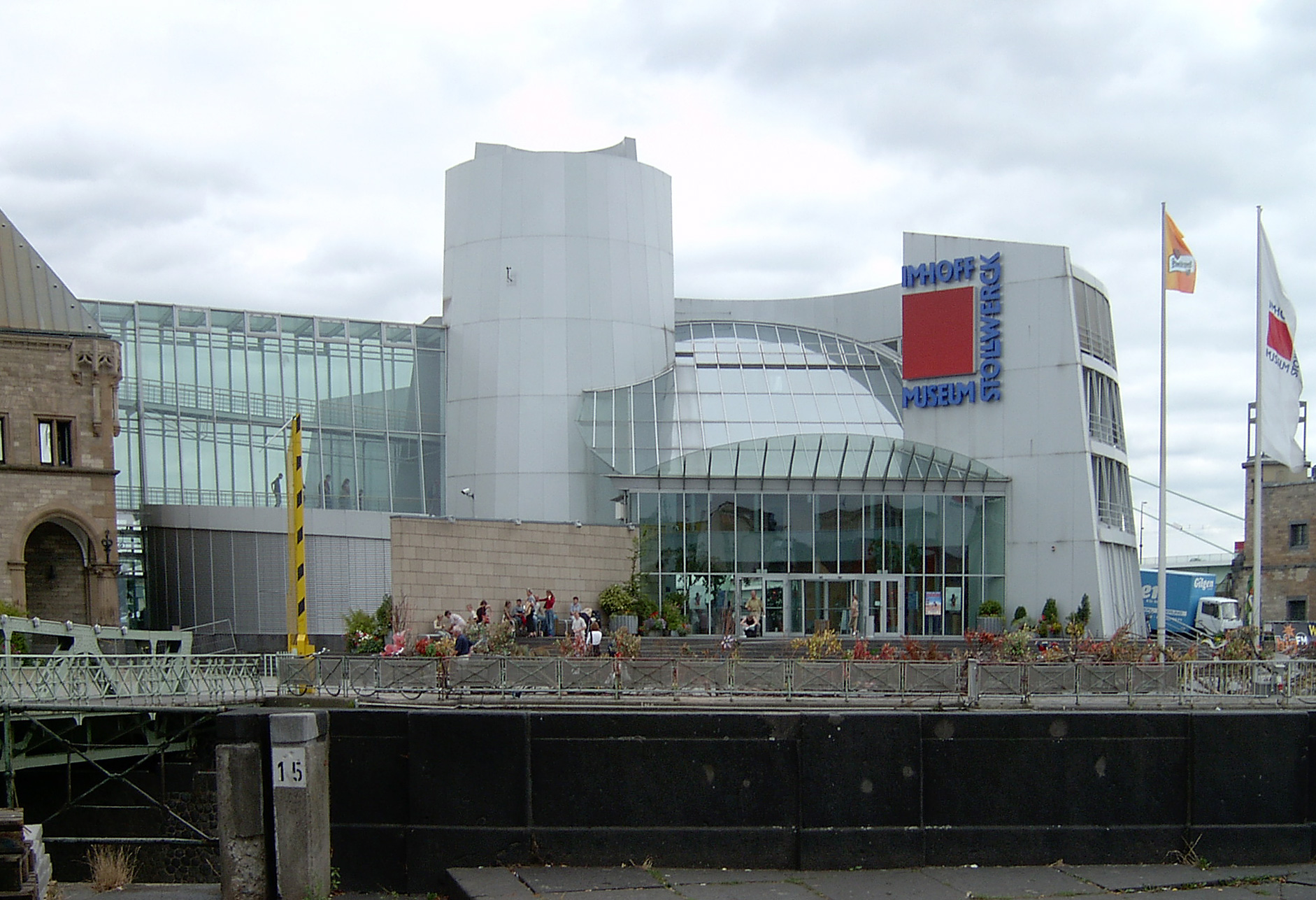
Viện bảo tàng sôcôla

Trong số lớn các viện bảo tàng ở Köln với nhiều bộ sưu tập có giá trị cao phải kể đến Viện bảo tàng Ludwig (Nghệ thuật Đương đại và Hiện đại), Viện Bảo tàng Wallraf-Richartz (nghệ thuật từ Trung cổ đến thế kỷ XIX) cũng như là Viện Bảo tàng La Mã-German (nghệ thuật, nữ trang và vật dùng hằng ngày từ thời đại La Mã và triều đại Merowing của người Frank).
Các viện bảo tàng khác của Köln là:
- Agfa-Photo-Historama (Lịch sử nhiếp ảnh)
- Viện bảo tàng Thể thao & Opympia Đức
- Domschatzkammer Köln
- Viện bảo tàng giáo khu tổng Giám mục (Köln) (Erzbischöfliches Diözesanmuseum)
- Viện bảo tàng lịch sử tiền
- Imhoff-Schokoladenmuseum (Viện bảo tàng sôcôla)
- Viện bảo tàng Käthe Kollwitz
- Viện bảo tàng lễ hội hóa trang
- Hiệp hội nghệ thuật Köln (Nghệ thuật đương đại)
- Viện bảo tàng thành phố Köln
- Viện Bảo tàng Nghệ thuật ứng dụng (Köln)
- Viện bảo tàng Nghệ thuật Đông Á (Köln)
- Viện bảo tàng Schnütgen (Nghệ thuật thờ cúng thời Trung cổ)
- Viện bảo tàng Rautenstrauch-Joest (Dân tộc học)

### Kiến trúc

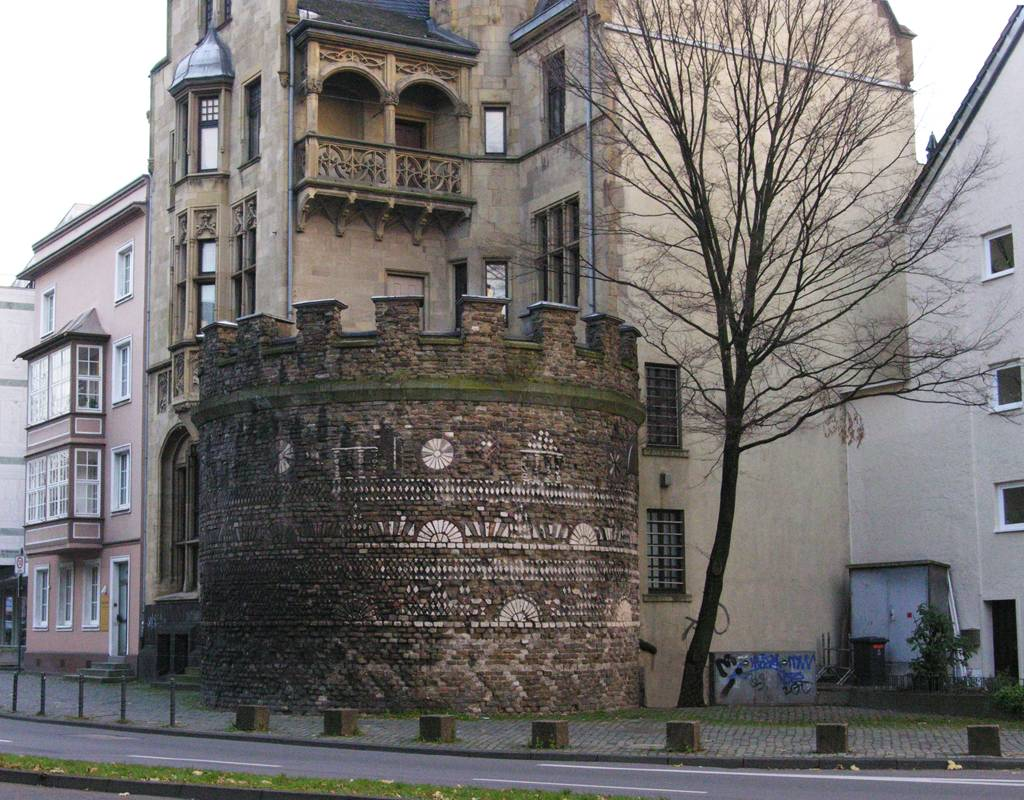
Tháp La Mã Köln

Khu phố cổ Köln và khu vực phụ cận đã bị tàn phá phần lớn bởi các cuộc không kích trong Chiến tranh thế giới thứ hai. Trong cuộc tái kiến thiết đường đi tuy được xây dựng lại như cũ như việc xây dựng được thực hiện theo phong cách của những năm 1950. Vì thế mà nhiều phần của thành phố chịu ảnh hưởng của kiến trúc sau chiến tranh, bên cạnh đó là vài công trình xây dựng còn tồn tại hay được tái kiến tạo vì có tầm quan trọng.

#### Köln thời La Mã
Nhiều phần còn sót lại của các công trình xây dựng La Mã được tìm thấy khắp trong nội thành, một phần là dưới mặt đất thí dụ như dưới tòa thị chính. Trên mặt đất là những phần còn lại của tường thành La Mã, thí dụ như Tháp La Mã Köln.

#### Köln thời Trung cổ
Nhiều công trình xây dựng quan trọng thời Trung cổ vẫn còn tồn tại hay được tái kiến thiết thí dụ như tòa thị chính, tòa nhà lễ hội Gürzenich hay Overstolzenhaus là căn nhà ở lâu đời nhất thành phố. Nhiều phần của tường thành thời Trung cổ vẫn còn tồn tại, trong đó là nhiều cổng thành như Eigelsteintor và Gereonsmühle.

#### Köln thời Vương quốc Phổ

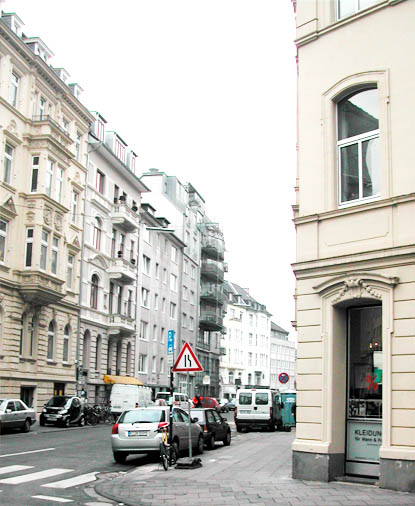
Khu phố Bỉ

Vòng đai đồn lũy Köln nằm trong các quận phía bên ngoài của thành phố và đã là thành trì bảo vệ thành phố trong thời kỳ thuộc Vương quốc Phổ. Ngày nay có thể thăm viếng một vài pháo đài nằm trong vòng đai xanh bên ngoài. "Khu phố mới" được xây dựng như một vòng đai bao bọc khu phố cổ lịch sử, trải dài từ thành trì thời Trung cổ đến vòng đai đồn lũy bên trong. Khu phố được xây dựng từ 1880 cho đến khoảng 1920 và đã là khu phố mới lớn nhất trong thời gian đó trong nước Đức. Thời trước trong khu phố này có đủ các phong cách kiến trúc từ Trường phái Lịch sử qua phong cách Nghệ thuật Mới đến Trường phái Biểu hiện, thế nhưng sau Chiến tranh thế giới thứ hai chỉ còn giữ lại được một phần của vẻ đẹp ngày xưa. Ngày nay khu phố này không còn thuần túy là một khu dân cư nữa mà là trung tâm của nhiều hoạt động doang thương và văn hóa khác nhau. Hình dáng cũ có thể được hồi tưởng lại trên một vài đường phố như Khu phố đại học, một vài căn nhà của giới quý tộc trong Khu phố Bỉ. Ở về phía bắc, nhà thờ St. Agnes (Köln) là một thí dụ điển hình cho trời kỳ Tân Gothic vùng Rhein.

#### Giữa hai cuộc thế chiến
Dưới thời của nguyên là thị trưởng Konrad Adenauer, một vài công trình xây dựng quan trọng được tiến hành tại Köln trong những năm 1920. Khu hội chợ với Tháp Hội chợ Köln nổi bật được kiến tạo theo phong cách của Trường phái Biểu hiện Gạch nung (tiếng Đức: Backsteinexpressionismus). Cũng có cùng phong cách này là Hansahochhaus, một trong những căn nhà cao tầng đầu tiên của Đức. Vào thời điểm xây dựng năm 1924 căn nhà này là căn nhà cao nhất châu Âu. Trường Đại hox được xây dựng theo phong cách của Hiệp hội Công trình Đức

#### Thời gian sau chiến tranh và phát triển mới

Tháp Köln trong MediaPark

Năm 1945, sau khi Köln chỉ còn là một đống đổ nát, ban quân quản Mỹ và sau đó là Anh tiến hành những bước đầu tiên tái kiến thiết thành phố. Việc tạo nên chỗ ở có giá rẻ đứng hàng đầu nên quang cảnh thành phố Köln sau chiến tranh chịu nhiều ảnh hưởng của những căn hộ chung cư được xây dựng vội vã và thường là đồng dạng. Mặc dù vậy, nổi bật trong thời gian này là một vài dự án tạo phong cách và định hướng, biến Köln thành Mecca của phong cách xây dựng thành phố hiện đại. Trong đó phải kể đến việc kiến tạo quảng trường Nhà thờ lớn, khu liên hợp nhà hát opera và nhà hát sân khấu do kiến trúc sư Wilhelm Riphahn thiết kế. Năm 1967 Hohe Straße (Đường Cao), con đường mua sắm nổi tiếng của Köln, là đường đầu tiên được chuyển thành khu vực dành riêng cho người đi bộ.
Thập niên 1960 và 1970 đã mang lại cho Köln đặc biệt là kiến trúc chỉ từ bê tông, gây thiệt hại không thể sửa đổi lại được cho cảnh quang thành phố. Mãi đến thập niên 1980 người dân thành phố Köln mới nghĩ đến chất lượng. Sau khi xây dựng tháp viễn thông Colonius, nội thành Köln bắt đầu được nâng cao về giá trị. Viện bảo tàng Ludwig, tòa nhà hòa tấu nhạc và đường hầm qua sông Rhein đã kết nối thành phố với sông Rhein từ năm 1986 thông qua một đường đi dạo dọc bờ sông rất đẹp; song song với đó, vòng đai giao thông nội thành được giảm áp lực qua việc xây dựng tàu điện ngầm và được tái khánh thành vào năm 1987 dưới hình dạng mới. Tiếp nối theo đấy trong thập niên 1990 là căn nhà cao tầng MediaPark cũng như là Lanxess Arena. Viện bảo tàng Wallraf Richartz và tòa nhà mua sắm Weltstadthaus (Köln) là những thí dụ hiện nay cho việc cải tạo một cách thận trọng bộ mặt của khu vực trung tâm của thành phố Köln.

#### Nhà thờ

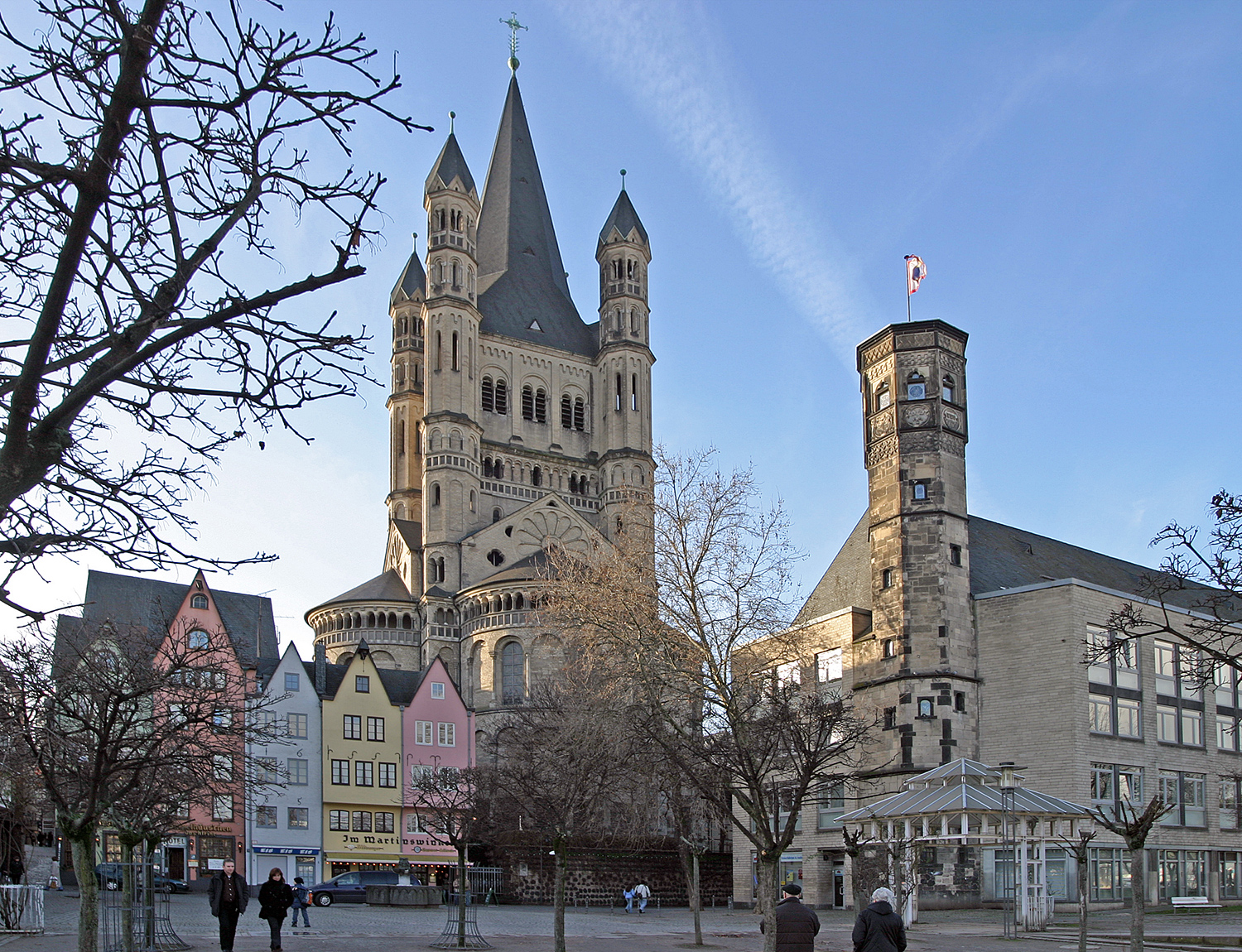
Groß St. Martin, nhà thờ Kiểu Rôman nổi bật và lớn nhất

Biểu tượng nổi bật hơn hẳn của Köln là Nhà thờ chính tòa Köln kiểu Gothic, nhà thờ Gothic lớn nhất thế giới.
Cũng quan trọng không kém về lịch sử văn hóa là 12 nhà thờ trong nội thành theo phong cách Kiến trúc Rôman (tiếng Anh: Romanesque): St. Severin, St. Maria Lyskirchen, Basilika St. Andreas, St. Aposteln, St. Gereon, St. Ursula, St. Pantaleon, St. Maria im Kapitol, Groß St. Martin, St. Georg, St. Kunibert va2 St. Cäcilien. Phần lớn các nhà thờ này đã hư hại nặng trong chiến tranh, mãi đến năm 1985 việc tái kiến thiết mới hoàn thành.
Trong nội thành còn có các nhà thờ Gothic Minoritenkirche và St. Peter cũng như các nhà thời kiểu Baroque St. Mariä Himmelfahrt, St. Maria trên đường Kupfergasse, St. Maria vom Frieden và Ursulinenkirche St. Corpus Christi. Người theo đạo Tin Lành chỉ được phép hành lễ công khai từ năm 1802. Họ được người Pháp chuyển giao nhà thờ Gothic Antoniterkirche để dùng cho mục đích này. Tương tự như thế là nhà thờ Kartäuserkirche, thuộc về sở hữu đạo Tin Lành từ năm 1923. Nhà thờ Trinitatiskirche là nhà thờ Tin Lành được xây dựng đầu tiên trong vùng tả ngạn sông Rhein của Köln. Trong khu phố Mülheim, thời đấy thuộc về Công quốc Berg, đã có Nhà thờ Hòa Bình đã được xây dựng ngay từ năm 1786. Nhà thờ St. Engelbert trong khu Köln-Riehl là nhà thờ hiện đại đầu tiên của Köln.

#### Cầu sông Rhein

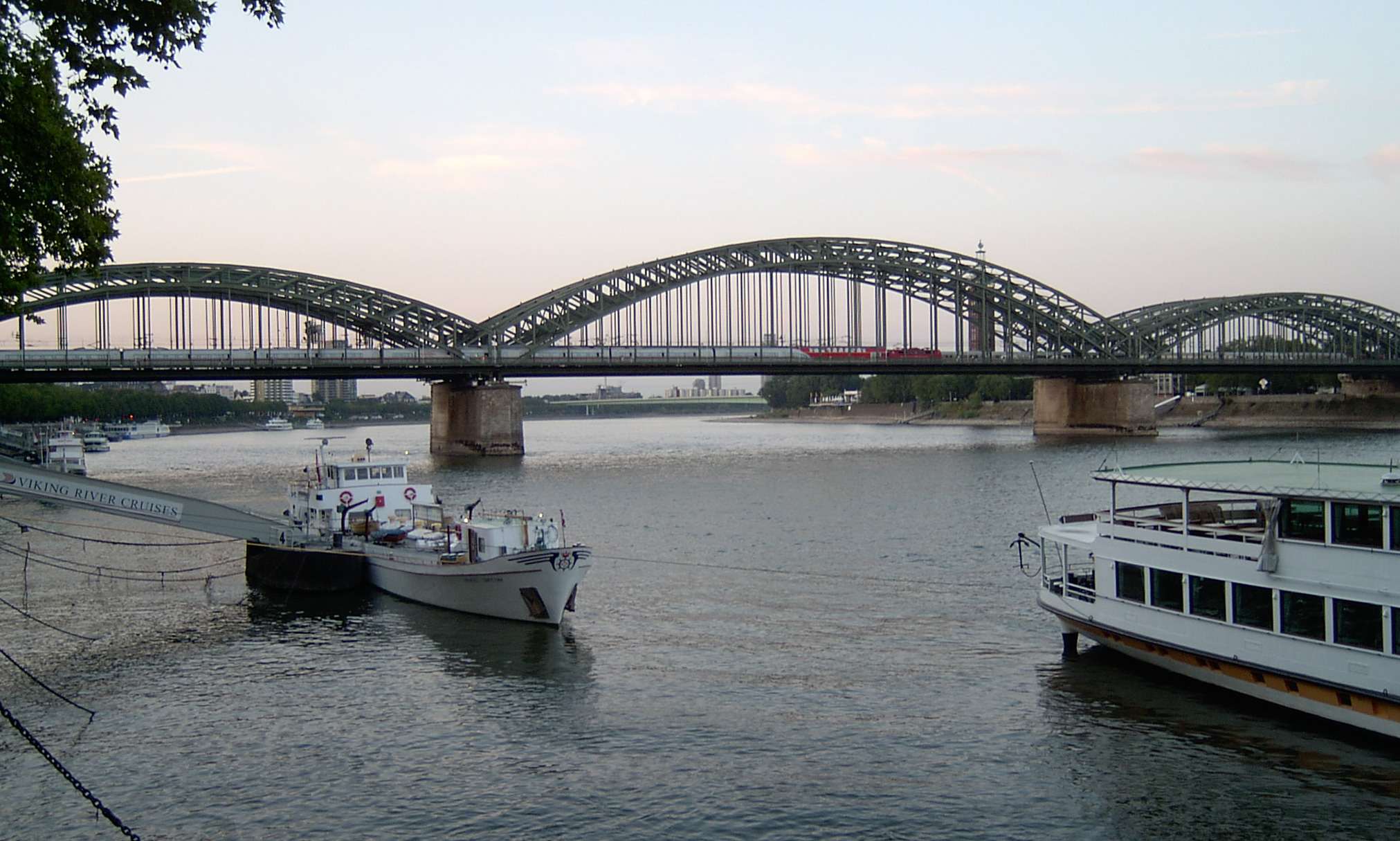
Cầu Hohenzollern trong lúc hoàng hôn

Köln có tổng cộng 8 chiếc cầu bắc qua sông Rhein, trong đó là 2 cầu cho xe hỏa. 
Cầu Hohenzollern (Hohenzollernbrücke) với cấu tạo vòng cung thép là đặc điểm của toàn cảnh nội thành, đây là chiếc cầu dành cho tàu hỏa có lưu lượng giao thông lớn nhất châu Âu. Cầu Nam (Südbrücke) là chiếc cầu giảm áp lực giao thông hàng hóa trên Cầu Hohenzollern.
Cầu xa lộ Rodenkirchen (Rodenkirchener Autobahnbrücke) về phía nam và Cầu xa lộ Köln-Merkenich - Leverkusen là cầu qua sông Rhein của xa lộ vòng đai Köln.
Tổng cộng có 4 chiếc cầu được xây dựng khác nhau dẫn dòng giao thông trong khu vực nội thành qua sông Rhein:
Cầu Severin (Severinsbrücke) đã có thời gian được lắp đặt công trình nghệ thuật từ đèn ống huỳnh quang của nghệ nhân HA Schult. Đấy là một quả địa cầu có kết cấu dạng lưới theo kinh độ và vĩ độ, trên đó có gắn đèn ống huỳnh quang nhiều màu khác nhau tạo thành hình dáng của các châu lục. Nhô lên từ điểm là thành phố Köln trên quả địa cầu là một hình dáng màu đỏ trong tư thế hân hoan, là chỗ nhô lên duy nhất trên quả địa cầu này. Cầu Bách thú (Zoobrücke) cũng được dùng trong một sự kiện nghệ thuật năm 2000. Cầu Mülheim (Mülheimer Brücke) là một cầu treo trong khi Cầu Deutz (Deutzer Brücke) là một cầu dầm, đã được tái khánh thành ngay từ năm 1947 sau khi tất cả các chiếc cầu của Köln bị phá hủy trong chiến tranh.

### Công viên và diện tích xanh

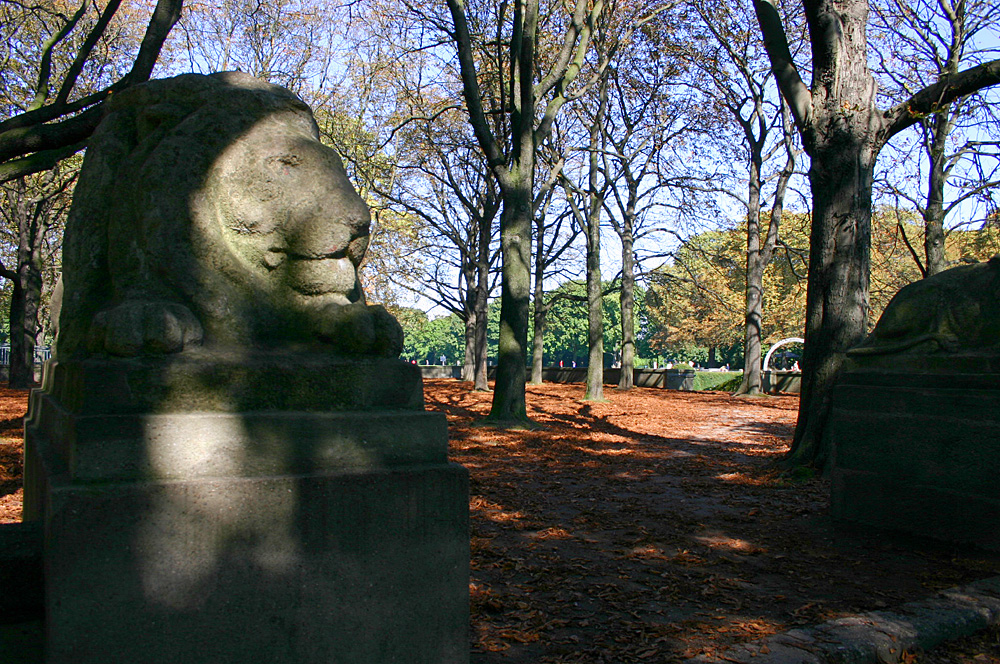
Blücherpark

Về phía tả ngạn sông Rhein, Köln có 2 vòng đai xanh, một vòng trong và một vòng ngoài. Vòng đai xanh bên trong dài 7 km, rộng hằng trăm mét và có diện tích là 120 ha. Vòng đai thành quách bên trong của Köln bị phá hủy sau Chiến tranh thế giới thứ nhất trong khuôn khổ của Hiệp định Versailles, vì thế nên tại đây đã có thể hình thành công viên xanh lớn của thành phố.
Vòng đai xanh bên ngoài cũng thành hình sau khi phá hủy vòng đai thành quách bên ngoài. Trong dự án ban đầu, diện tích xanh lớn nhất của Köln này được quy hoạch bao trùm cả thành phố nhưng không được hiện thực hoàn toàn vì lý do kinh tế. Mặc dầu vậy, 800 ha diện tích xanh cũng đã thành hình trong những năm 1920.
Vườn hoa Thành phố với 5 ha (lúc ban đầu là 11 ha) là công viên lâu đời nhất và chắc chắn cũng là một trong những công viên đẹp nhất của Köln. Công viên lâu đời 175 năm này được xây dựng theo kiểu công viên vườn hoa và từ hơn 100 năm nay cũng có một nhà hàng với vườn bia. Tại đấy cũng có một câu lạc bộ nhạc Jazz.
Trong Công viên Nhân dân đã hơn 100 tuổi là những nơi nướng thịt suốt đêm vào lúc thời tiết ấm áp, thường cũng có nhiều người chơi nhạc đến tham dự. Ngoài ra công viên này cũng là nơi tổ chức nhiều sự kiện văn hóa, thí dụ như ca kịch thường được trình diễn trong vườn cam (tiếng Anh: Orangery).

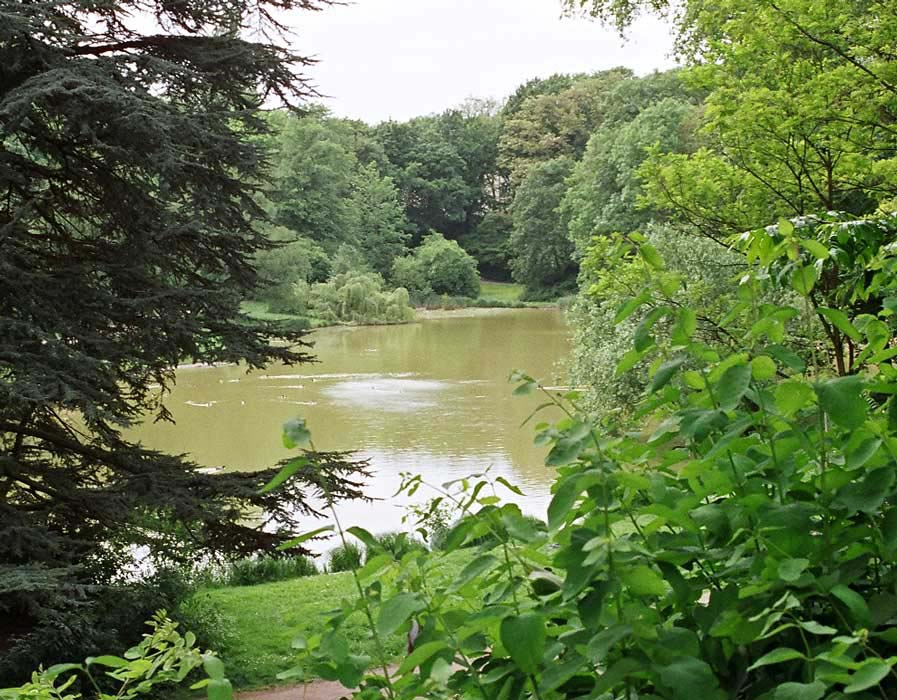
Công viên Klettenberg

Khu diện tích xanh nằm trên một vùng đất cao gần cạnh hồ Aachener Weiher là một địa điểm gặp gỡ được ưa thích, đặc biệt là trong giới sinh viên. Ngọn đồi thoai thoải này hình thành từ những đống đổ nát trong chiến tranh được đổ đống lên tại đây. Từ ngày 7 tháng 8 năm 2004, tên mới của công viên tưởng nhớ đến những nạn nhân trong Chiến tranh thế giới thứ hai: Công viên Hiroshima-Nagasaki. Từ năm 1985, Köln là thành viên của liên minh các thành phố quốc tế chống vũ khí nguyên tử, các gọi là "Liên Minh Hiroshima-Nagasaki".
Thuộc vào trong những công viên đẹp của Köln là Blücherpark trong khu phố Bilderstöckchen và Vorgebirgspark trong Raderthal, mặc dù là được tạo dáng rất khác nhau nhưng cùng được kiến tạo vào đầu thế kỷ XX theo thiết kế của kiến trúc sư Fritz Encke. Công viên Klettenberg (Klettenbergpark) trong khu phố cùng tên được kiến tạo giữa 1905 và 1908 từ hào rãnh quân sự.
Cũng đáng được tham quan là Vườn bách thú Köln, Vườn thực vật Flora, Công viên Rhein (Rheinpark), khu vực triển lãm vườn liên bang năm 1959 tại Deutz.
Về phía Bắc của Köln là khu vực nghỉ ngơi và chơi thể thao Hồ Fühling (Fühlinger See), bao gồm 7 hồ được kết nối với nhau và một đường đua thuyền. Tại đây có thể tắm, bơi, lặn, câu cá, lướt gió, chèo xuồng canoe và các loại thuyền khác.

### Thể thao

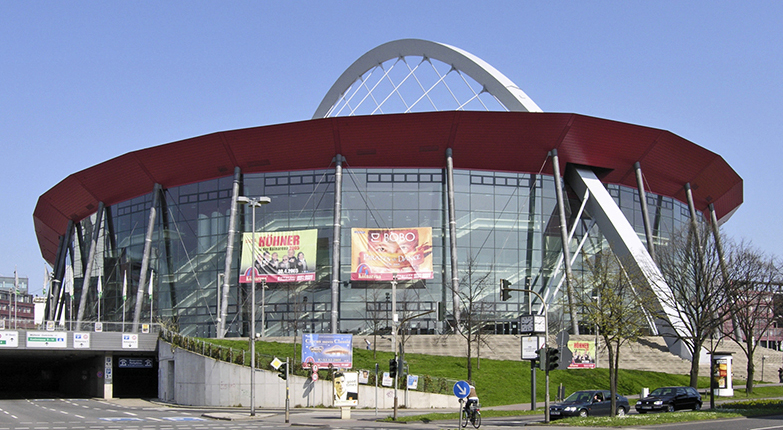
Lanxess Arena, 2005

- Bóng đá: 1. FC Köln, Fortuna Köln, Viktoria Köln...
- Khúc côn cầu trên băng: Kölner Haie
- Bóng rổ: RheinEnergie Köln
- Đua xe đạp: Adler Köln, PSV Köln
- Bóng ném: VFL Gummersbach
- Bóng chày: Cologne Cardinals, Cologne Dodgers
- American Football: Cologne Centurions, Cologne Chargers,  Cologne Falcons
- Cầu lông: BC Schwarz-Weiß Köln
- Khúc côn cầu: Blau-Weiß Köln, Rot-Weiß Köln, Schwarz-Weiß Köln und Marienburger Sport Club (MSC)
- Quần vợt: Blau-Weiß Köln
- Điền kinh: ASV Köln

### Cuộc sống về đêm
Các điểm đến vào cuối tuần được nhiều người ưa thích là khu phố cổ, khu phố sinh viên Kwartier Latäng, khu phố Friesen cũng như là khu vực phía nam của thành phố chung quanh quảng trường Chlodwid (Chlodwigplatz) và đường Altenburger (Altenburger Strasse). Ngoài ra Köln còn có Pascha trong Ehrenfeld là nhà chứa lớn nhất châu Âu.

### Lễ hội hóa trang

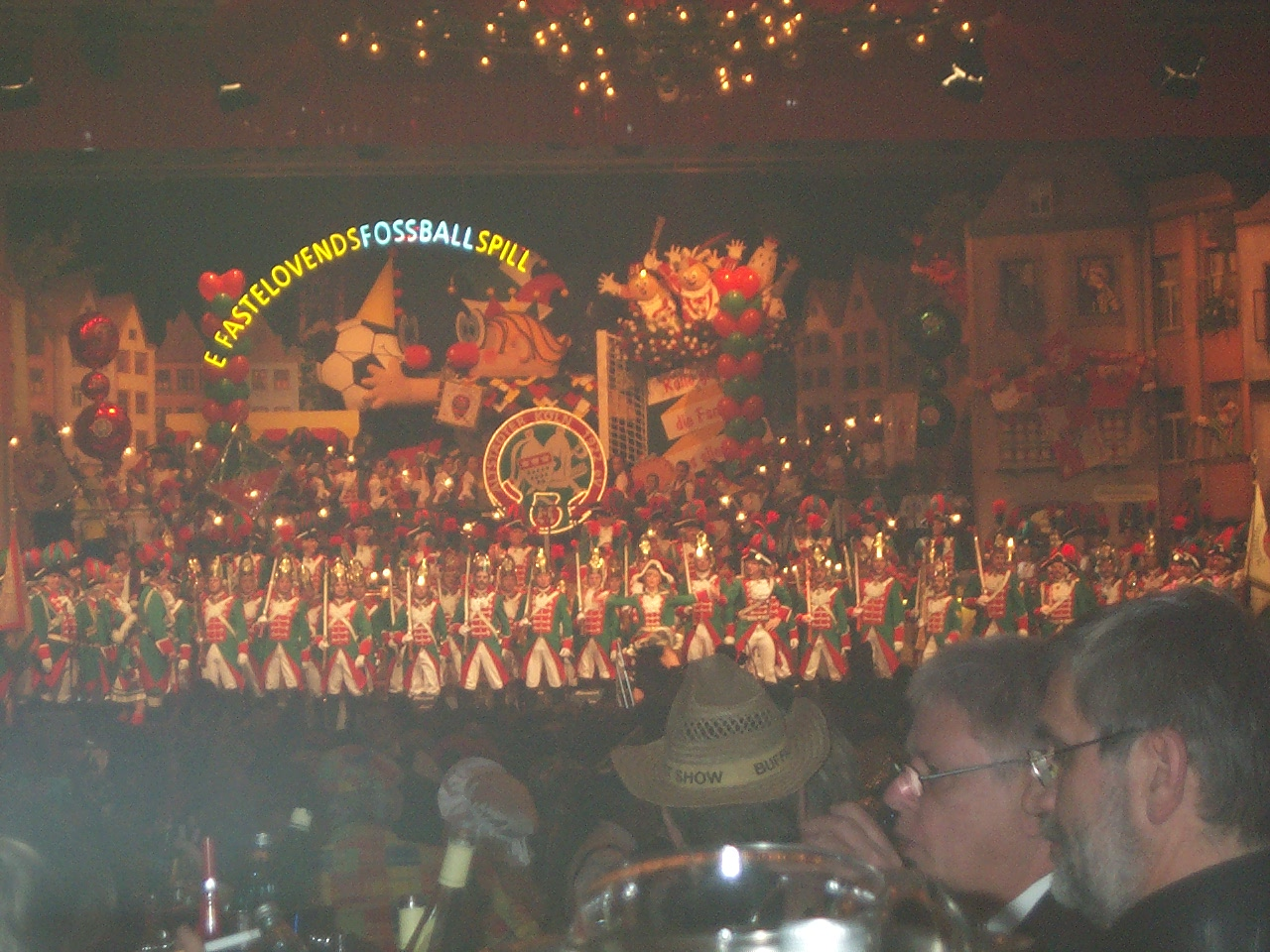
Lễ hội hóa trang tại Köln

Lễ hội hóa trang Köln – "mùa thứ năm" trong năm – bắt đầu vào ngày 11 tháng 11 trên Quảng trường Chợ cũ (Köln) (Alter Markt (Köln)). Sau đó lễ hội hóa trang tạm thời ngưng đến khi sang năm mới. Vào năm mới, lễ hội sẽ kéo dài cho đến ngày thứ Tư của Tuần Chay (tiếng Anh: Ash Wednesday).
Đỉnh cao của lễ hội hóa trang tại Köln là các buổi lễ hội hóa trang trên đường phố và trong quán rượu, bắt đầu vào ngày Weiberfastnacht, tức là ngày thứ Năm trước ngày thứ Hai của tuần Chay (tiếng Đức: Rosenmontag), hầu như đặt thành phố Köln vào một "tình trạng khẩn cấp" trong vòng 6 ngày sau đó, vì công sở, trường học và cửa hàng gần như bị tê liệt hoàn toàn. Trong thời gian này có nhiều cuộc diễu hành hóa trang trên đường phố mà lớn nhất là vào ngày thứ Hai của tuần Chay.

### Ẩm thực

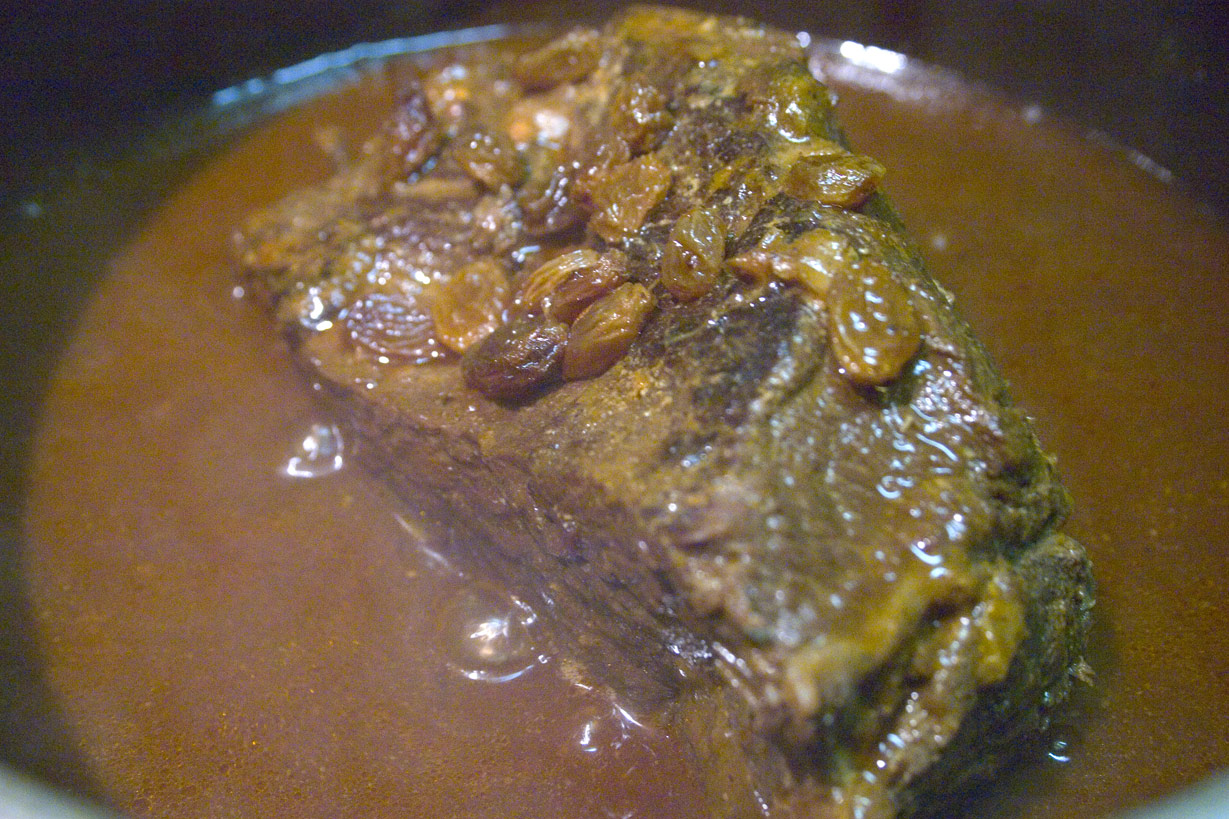
Món thịt rán chua ngọt Rhein

Köln có một truyền thống ẩm thực lâu đời đã phong phú hóa các nguyên liệu tại chỗ với nhiều nguyên tố được nhập khẩu. Là thành phố có một vị trí nổi bật trong thương mại quốc tế nên ngay từ thời xưa cá trích, sò và đặc biệt là rất nhiều gia vị đã được sử dụng trong lúc nấu ăn. Trong thời Trung cổ, khi vẫn còn có nhiều trong sông Rhein, cá hồi được xem là thức ăn của người nghèo trong khi cá trích lại là niềm hãnh diện cho bếp nấu ăn của người có tiền. Món ăn Heringstip với táo, hành tây và kem sữa vẫn còn là một chứng minh cho đến hôm nay.
Đất màu mỡ và khí hậu đã mang lại một vai trò nổi bật cho rau cải trong ẩm thực Köln. Món ăn chua ngọt cổ điển của ẩm thực Köln là thịt rán chua ngọt Rhein (Rheinischer Sauerbraten), lúc ban đầu được chế biến từ thịt ngựa, được cho thêm rất nhiều nho khô. Rau cải theo mùa được ưa thích nhiều nhất là cải bắp cuốn (Brassica oleracea)và măng tây (Asparagus).
Quán bia đóng vai trò quan trọng ở Köln: đầu tiên chỉ là nơi bán bia của các hãng nấu bia tại Köln, các quán bia dần dần phát triển trở thành nơi chính bán các thức ăn bình dân của Köln. Bên cạnh các món ăn đã được nhắc đến tại đây còn có các món "nặng" như Krüstchen (thịt rán, trứng và bánh mì), giò heo và Rievkooche (bột khoai tây chiên).

## Kinh tế và hạ tầng cơ sở
Kinh tế Köln mang dấu ấn của công nghiệp thực phẩm, công nghiệp chế tạo ô tô, công nghiệp hóa và truyền thông. Khu vực thứ ba của kinh tế với nghiên cứu, hành chánh, hội chợ, bảo hiểm, ngân hàng và trụ sở chính của những nhà máy lớn cũng đóng vai trò quan trọng. Thêm vào đó là ngành du lịch. Tuy nhiên phải nhắc đến ngành công nghiệp tuy nhỏ, nhưng đã làm cho Köln nổi tiếng khắp thế giới: Nước Hoa Cologne ([Eau de Cologne hay Kölnisch Wasser). Hãng nước hoa 4711 được gia đình Muehlens thành lập từ năm 1792, đã biến tên thành phố Cologne thành khái niệm nước hoa vì nhiều người vẫn quen gọi nước hoa là Eau de Cologne

### Hội chợ
Các hội chợ được biết đến nhiều nhất trong khuôn khổ của Hội chợ Köln là:
- Anuga: Hội chợ chuyên ngành về thực phẩm và công nghiệp thực phẩm
- Photokina Hội chợ chuyên ngành quan trọng nhất của công nghiệp ảnh.
- ART Cologne Hội chợ chuyên ngành về Nghệ thuật Hiện đại
- Triển lãm Mô tô và Xe đạp thế giới (IFMA)

### Giao thông

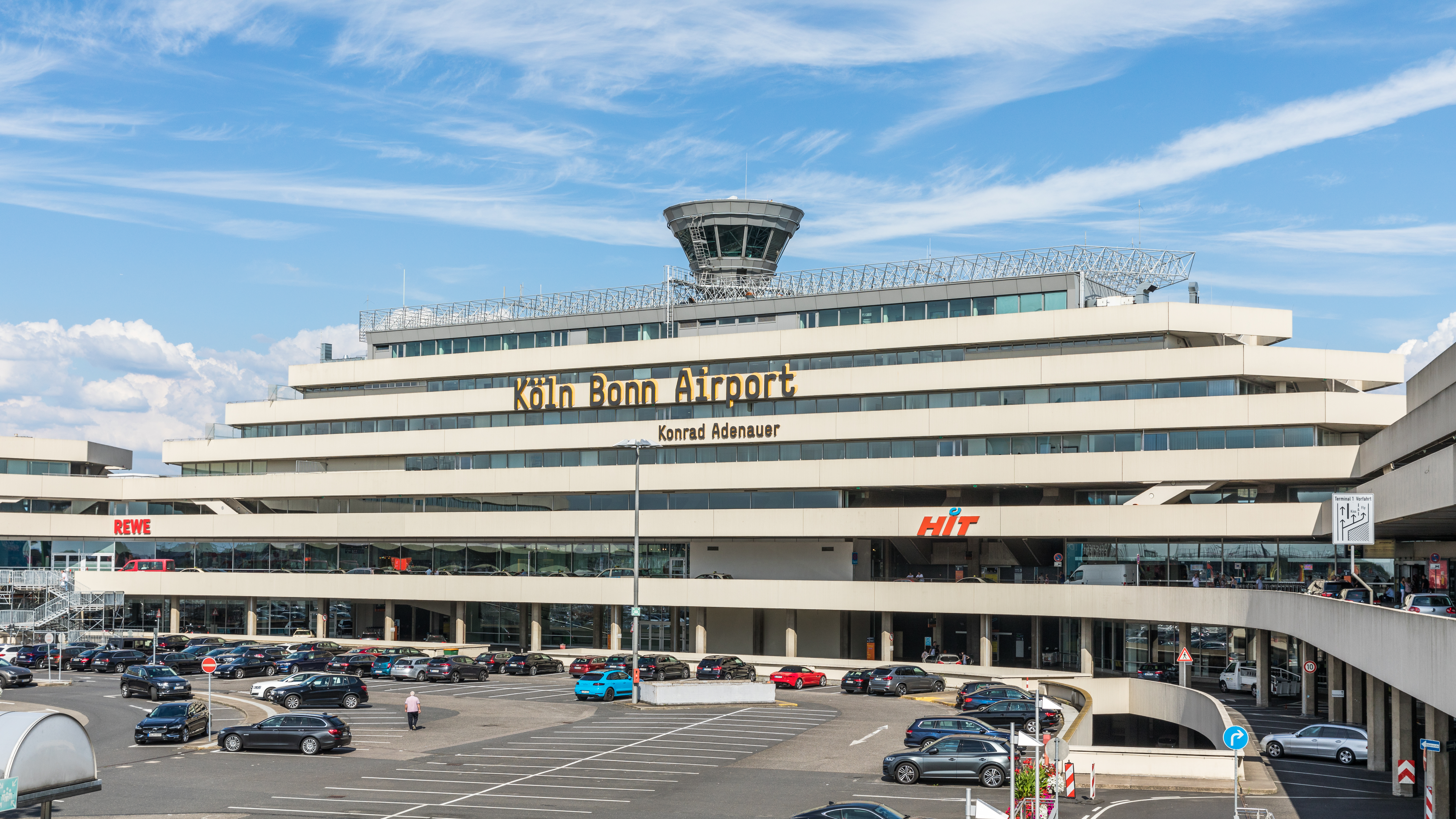
Cảng hàng không Köln/Bonn

Về phía đông nam của thành phố, trong quận Porz, là Cảng hàng không Köln/Bonn, một trong những cảng hàng không Đức có khối lượng chuyển tải hàng hóa lớn nhất (hơn 650.000 tấn trong năm 2005). Từ năm 1994 cảng có tên là Cảng hàng không Konrad Adenauer. Bên cạnh Cảng hàng không Leipzig-Halle, cảng hàng không Köln/Bonn là cảng hàng không Đức duy nhất không có hạn chế bay đêm. Cảng có 139 đường bay đến 38 nước.
Nhà ga chính Köln là trung tâm phía tây của giao thông đường sắt quốc tế của nước Đức. Từ đây có đường tàu hỏa đi khắp nơi.
Giao thông công cộng bao gồm nhiều đường tàu nhanh (S-Bahn), tàu điện và xe buýt. Köln có tròn 1.200 taxi phục vụ suốt ngày đêm.
Một đặc biệt là Tuyến cáp treo Rhein (Rheinseilbahn), tuyến cáp treo vượt sông duy nhất trong nước Đức.

### Đại học
Hiện nay Köln có 11 trường đại học công và tư với nhiều ngành học khác nhau, tạo dấu ấn trên hình ảnh thành phố Köln là một trong ba thành phố đại học lớn nhất Đức. Köln có tiếng là thành phố đa văn hóa cũng nhờ vào 1/10 dân số là sinh viên đến từ khắp nước Đức và khắp nơi trên thế giới.

## Truyền thông
Với khoảng 30.000 đến 40.000 người làm việc trong lãnh vực truyền thông, Köln là một trong những địa điểm quan trọng của giới truyền thông bên cạnh Berlin, Hamburg và München. Chỉ riêng đài phát thanh và truyền hình của tiểu bang, Westdeutscher Rundfunk (WDR), đã có 3.500 nhân viên tại Köln. Trụ sở chính của WDR đặt tại Köln, cũng như trụ sở của đài truyền hình tư nhân RTL và nhiều đài phát thanh.
Một số trường học về truyền thông quan trọng tại Köln là Đại học Nghệ thuật cho Truyền thông (Kunsthochschule für Medien) và Trường Phim ảnh Quốc tế Köln (Internationale Filmschule Köln). Đặc biệt là trong khu phố được gọi là "Khu phố Bỉ" có rất nhiều hãng sản xuất phim nhỏ, nhưng thường không tự quay phim mà hỗ trợ dịch vụ và trang bị kỹ thuật cho các hãng sản xuất phim lớn.
Khu vực truyền thông lớn của Köln là MediaPark, được xây dựng trên một khu nối toa tàu hỏa cũ vào năm 1999. Trong các tòa nhà hiện đại của MediaPark, trong đó có Tháp Köln cao 148 mét, là trụ sở của khoảng 250 công ty với khoảng 5.000 nhân viên, trong số đó hơn 60% hoạt động trong lĩnh vực truyền thông và thông tin.
Một khu vực truyền thông quan trọng khác là trung tâm truyền thông Mülheim. Trên khu đất của một nhà máy cũ, chung quanh hội trường tổ chức sự kiện E-Werk là trụ sở của nhiều nhà nghệ thuật và văn phòng đại diện. Tại đấy cũng có một vài xưởng phim truyền hình, sản xuất phim cho đài truyền hình tư nhân Sat.1 và các đài khác.
Ngoài ra, nằm về phía tây bắc của thành phố, trên khu đất của một phi trường quân sự cũ là Coloneum, là khu liên hợp xưởng phim lớn nhất châu Âu với diện tích 35 ha và 20 xưởng phim (25.000 m²). Về phía tây nam thành phố, giữa Köln và Hürth cũng là một khu lien hợp xưởng phim của endemol, sản xuất nhiều show cho các đài truyền hình RTL và Sat.1.

## Nhân vật nổi tiếng
Hiện nay Köln có 23 công dân danh dự (xem danh sách công dân danh dự Köln).
Các người con nổi tiếng của Köln được liệt kê trong danh sách các người con của thành phố Köln và danh sách các tổng Giám mục của Köln.

### Sách về thành phố và bản đồ
- Deutscher Städteatlas; Band II, 2. Im Auftrag des Kuratoriums für vergleichende Städtegeschichte e. V. und mit Unterstützung der Deutschen Forschungsgemeinschaft, hrsg. von Heinz Stoob †, Wilfried Ehbrecht, Jürgen Lafrenz und Peter Johannek. Stadtmappe Köln, Autoren: Hansgerd Hellenkemper, Emil Meynen. Dortmund-Altenbeken, 1979. ISBN 3-89115-317-1
- Köln, der historisch- topographische Atlas, hrsg. von Dorothea Wiktorin u.a.. Emons, Köln 2001, ISBN 3-89705-229-6
- Preußens Städte - Denkschrift zum 100-jährigen Jubiläum der Städteordnung vom 19. tháng 11 năm 1808; hrsg. im Auftrag des Vorstandes des Preußischen Städtetages von Prof. Dr. Heinrich Silbergleit, Berlin, 1908
- Rheinisches Städtebuch; Band III 3. Teilband aus "Deutsches Städtebuch. Handbuch städtischer Geschichte - Im Auftrage der Arbeitsgemeinschaft der historischen Kommissionen und mit Unterstützung des Deutschen Städtetages, des Deutschen Städtebundes und des Deutschen Gemeindetages, hrsg. von Erich Keyser. Stuttgart 1956.

### Chuyên khảo
- Curdes, Gerhard; Ulrich, Markus: Die Entwicklung des Kölner Stadtraumes - Der Einfluss von Leitbildern und Innovationen auf die Form der Stadt. Dortmunder Vertrieb für Bau- und Planungsliteratur, Dortmund 1997, ISBN 3-929797-36-4
- Dehio, Georg: Handbuch der Deutschen Kunstdenkmäler: Nordrhein-Westfalen I. Bearb. von Claudia Euskirchen, Olaf Gisbertz, Ulrich Schäfer u.a. Einl. von Udo Mainzer. München 2005. XXX, 1312 S. mit 150 Grundrissen & Plänen, Glossar, Index, Ln. ISBN 3-422-03093-X
- Kier, Hiltrud: Kleine Kunstgeschichte Kölns. Beck, München 2001, ISBN 3-406-47170-6
- Martin Rüther: Köln im Zweiten Weltkrieg: Alltag und Erfahrungen zwischen 1939 und 1945, Darstellungen - Bilder - Quellen. Mit Beitr. von Gebhard Aders. - Köln: Emons 2005, 960 S. (=Schriften des NS-Dokumentationszentrums der Stadt Köln, Bd. 12), ISBN 3-89705-407-8
- Schuh, Christian: Köln 85 Stadtteile. Geschichte, Daten, Fakten, Namen. Von A wie Altstadt bis Z wie Zündorf, Köln Bibliothek 10. Emons Verlag 2003, ISBN 3-89705-278-4
- Stelzmann, Arnold; Frohn, Robert: Illustrierte Geschichte der Stadt Köln, 11. verbesserte Auflage. Bachem, Köln 1990 (1. Auflage 1958), ISBN 3-7616-0973-6
- Treeck, Bernhard van: Street Art Köln. Edition Aragon (Deutschland), Moers 1996, ISBN 3-89535-434-1
- Wolff, Gerta: Das Römisch-Germanische Köln - Führer zu Museum und Stadt. Bachem, Köln 2000, ISBN 3-7616-1370-9

### Sách du lịch
- Köln, Merian Hefte Dezember 1979 und Juli 1988.
- Baedeker Allianz Reiseführer Köln 9. Aufl. 1994

### Những điều thú vị về Köln
- Jürgen Becker: Biotop für Bekloppte - Ein Lesebuch für Immis und Heimathirsche. Kiepenheuer & Witsch, Köln 1995, ISBN 3-462-02423-X.
- Friedhelm Biermann: Drei Könige, elftausend Jungfrauen und noch etwas mehr - Ein unterhaltsamer Streifzug durch die Kölner Jahrhunderte. Emons, Köln 2001, ISBN 3-89705-228-8.
- Hanns Dieter Hüsch: Köln. Eulen, Freiburg 1993, ISBN 3-89102-235-2.
- Falko Rademacher: Köln für Imis - Ein Leitfaden durch die seltsamste Stadt der Welt. Emons, Köln 2006, ISBN 3-89705-249-0.
- Thomas R. P. Mielke: Colonia, Roman einer Stadt - Zweitausend Jahre Kölner Geschichte unterhaltsam erzählt. Lübbe, Berg. Gladbach 2003, ISBN 3-404-14855-X